# Asahi (lớp tàu khu trục)
Tàu khu trục lớp Asahi (Nhật: 朝日級驅逐艦), hay còn được gọi là lớp DD25, là một lớp tàu khu trục đa năng thuộc biên chế của Lực lượng Phòng vệ trên biển Nhật Bản (JMSDF). 25DD cũng là lớp tàu chiến thứ ba của JMSDF được đặt tên Asahi nhằm vinh danh những thiết giáp hạm thế hệ tiền-dreadnought lớp Asahi được Hải quân Đế quốc Nhật Bản triển khai từ thời kì Chiến tranh Nga – Nhật. Tên Asahi có ý nghĩa "mặt trời mọc", một ẩn dụ được mở rộng để chỉ Nhật Bản. Quá trình nghiên cứu, chế tạo bắt đầu được thực hiện vào năm Heisei 25 (2013) bởi Mitsubishi Heavy Industries (MHI). Thân tàu được đóng mới tại Nhà máy đóng tàu Nagasaki, miền nam Nhật Bản.

## Qua trình phát triển

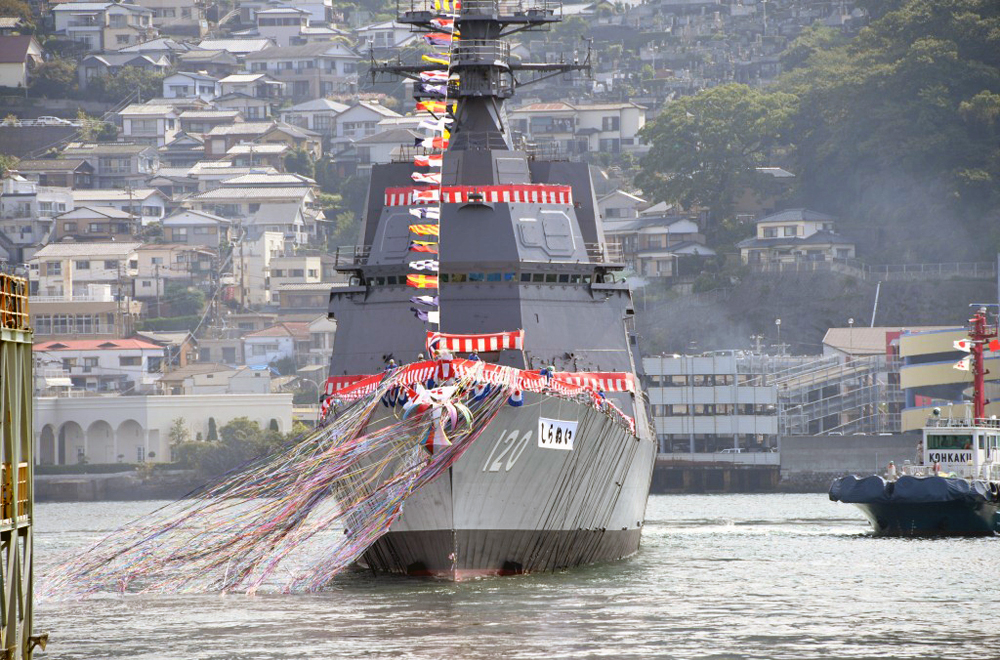
JDS Shiranui (DD-120) trong lễ hạ thủy tại Nhà máy đóng tàu Nagasaki.

Trong giai đoạn 2012 -2014, JMSDF đã đưa vào hoạt động 4 tàu khu trục mới thuộc lớp Akizuki. Đây là những tàu không lớn (lượng giãn nước 6.800 tấn), nhưng có những trang thiết bị điện tử hiện đại nhất. Nhiệm vụ của chúng (các trang thiết bị điện tử) - phát hiện các mục tiêu bay thấp. Việc đưa các tàu này vào trực chiến này đã hoàn thành kế hoạch thành lập tuyến phòng không ngoại vi của các binh đoàn phòng không Nhật Bản. Trong sơ đồ này ''các tàu khu trục đánh gần'' yểm trợ ''các tàu cao cấp hơn'' – tức yểm trợ những tàu khu trục lớp Kongo và Atago, đây là những lớp tàu được trang bị hệ thống Aegis chịu trách nhiệm đánh chặn các mục tiêu ở độ cao lớn. Chưa nước nào có một hệ thống bài bản như vậy, thậm chí kể cả Hải quân Hoa Kỳ (US Navy).
Tháng 8 năm 2015, Nhật Bản lại cho hạ thủy một tàu khu trục kiểu mới lớp Asahi. Chiếc đầu tiên của lớp, có tên gọi là JDS Asahi (DD-119), được hạ thủy vào tháng 10 năm 2016. Tháng 3 năm 2018, JDS Asahi (DD-119) dự kiến sẽ được đưa vào phục vụ trong biên chế của JMSDF. Sự xuất hiện của Asahi là một bất ngờ thậm chí đối với cả những người chăm chú theo dõi công việc đóng tàu chiến trên toàn thế giới.
Trước đó chỉ có những tin đồn rất không rõ ràng về việc JMSDF thiết kế 2 seri tàu khu trục mới – dự án DD25 và dự án triển vọng DD27, các tàu dự án DD27 sẽ kết hợp sử dụng loại vũ khí thông thường với những vũ khí được chế tạo theo những nguyên tắc vật lý mới. Không có bất kỳ thông tin nào về những tính năng cụ thể và số lượng các tàu đang được đóng.
Tàu khu trục lớp Asahi có chiều dài 150,5 mét, rộng 18,3 mét, mớn nước 5,3 mét, lượng giãn nước tiêu chuẩn 5.050 tấn, đầy tải 6.800 tấn. Biên chế thủy thủ đoàn của tàu là 230 sĩ quan và thủy thủ. Asahi là một biến thể phát triển hiện đại hóa hơn nữa trên cơ sở của tàu khu trục lớp Akizuki. Khi thiết kế tàu, các kỹ sư JMSDF đã không áp dụng nhiều giải pháp đột phá, kết cấu tàu không có nhiều thay đổi, phần boong sau và cách bố trí hệ thống động lực tương tự như tàu lớp Akizuki, các thay đổi tập trung ở hệ thống điện tử, vũ khí và khu vực boong trước của tàu. Tàu Asahi được tập trung cho tác chiến chống ngầm thay vì phòng không và chống tàu mặt nước tương tự như các tàu lớp Akizuki. Tàu DD25 – chỉ là một bước tiến tiếp theo trong quá trình phát triển các lớp tàu khu trục Nhật trong những năm 2010 (Hyuga, Izumo và Akizuki). Asahi cũng mang các tổ hợp tác chiến và phương tiện phát hiện tương tự như các lớp tàu trên. Đặc điểm khác biệt chủ yếu là có thiết bị định vị thủy âm kiểu mới để tăng cường khả năng phòng thủ chống ngầm (ASW).
Asahi có thiết kế thủy động lực học khá hiện đại theo xu hướng tàng hình đang thịnh hành. Tàu được thiết kế với module tích hợp rất thuận tiện trong sử dụng và bảo trì, nâng cấp. Thân tàu được áp dụng các giải pháp của công nghệ stealth, hai bên mạn tàu được thiết kế với dốc nghiêng 10 độ, nhằm giảm diệt tích phản hồi radar theo chiều ngang. Bề mặt tàu được phủ một lớp sơn đặc biệt có khả năng hấp thu sóng điện từ, thiết kế này làm giảm tới 60% diện tích phản hồi radar, giúp cự ly phát hiện Asahi giảm đi rất nhiều nếu so sánh với các chiến hạm tương đương.
Cấu trúc thượng tầng của tàu được làm bằng hợp kim nhôm, gia cố thêm nhựa thủy tinh để làm giảm khối lượng, Ở phần trên của tàu có thể thấy rõ các thành phần với các hình dạng đặc trưng – vị trí để lắp đặt anten của radar đa năng, tương tự như FCS-3A. Những khu vực quan trọng của tàu được làm bằng thép Kavlar, loại thép này có độ bền gấp 5 lần thép bình thường. Ngoài ra, tàu còn được trang bị hệ thống lọc tiến tiến có khả năng bảo vệ thủy thủ đoàn trước tác nhân sinh hóa học NBC.

## Hệ thống điện tử
Một tính năng quan trọng khác làm cho lớp Asahi trở nên độc đáo: hệ thống điện tử của tàu. Asahi là tàu chiến đầu tiên của Nhật Bản được trang bị radar mạng pha 3 tham số (3D) đa chức năng GaN-AESA (gallium nitride - active electronically scanned array). Radar OPY-1 của Asahi được thiết kế dựa trên hệ thống radar AESA FCS-3A của tàu Akizuki nhưng sử dụng công nghệ vật liệu gallium-nitride để cải thiện khả năng tác chiến. Việc sử dụng công nghệ GaN, có thể hoạt động ở nhiệt độ cao hơn so với công nghệ GaAs, cho phép chuyển đổi phương pháp làm mát từ chất lỏng sang làm mát bằng không khí, làm giảm kích thước cần thiết của phần cứng để tạo ra một mức độ năng lượng cụ thể đồng thời làm giảm lượng điện năng tiêu thụ và làm mát cần thiết. Ngoài ra, radar OPY-1 được chế tạo từ phần cứng sẵn có trên thị trường, thiết bị điều khiển đầu cuối của radar được xây dựng từ các bộ vi xử lý, cho phép nhà sản xuất dễ dàng nâng cấp, hiện đại hóa thiết bị với các bộ vi xử lý trong tương lai để cho phép hệ thống đối phó với các mối đe dọa tiềm năng.
OPY-1 có hiệu suất làm việc cao hơn, xác suất mất mục tiêu thấp hơn, phạm vi hoạt động lớn hơn, độ chính xác vì thế mà cũng cao hơn so với OPS-50. Đối với hệ thống phòng không, việc nâng cao độ nhạy máy thu và tăng cường khả năng chống nhiễu của radar là vô cùng cần thiết. Nó đảm bảo cho toàn hệ thống có thể phát hiện chính xác mục tiêu, thực hiện bám sát và tiêu diệt mục tiêu trong môi trường nhiễu tự nhiên và nhiễu nhân tạo. OPY-1 có các bộ xử lý tín hiệu riêng biệt cho từng băng tần làm việc cùng với hệ thống chống nhiễu hiện đại, màn hiện sóng cảm ứng tiên tiến và đặc biệt là khả năng tự động hóa ở mức độ rất cao.
Radar băng tần kép OPY-1 gồm 8 mảng anten lớn và nhỏ đặt cạnh nhau. Mảng anten lớn hoạt động ở băng tần C (bước sóng từ 7,5 đến 3,75 cm) dùng để theo dõi và giám sát mục tiêu. Mỗi mảng anten lớn có khả năng tự động phát hiện, theo dõi các mục tiêu trên không và trên biển cùng lúc với số lượng lên đến 300 mục tiêu. Khi mục tiêu bị phát hiện, mảng anten cảnh giới sẽ tự động đánh giá mối đe dọa và cung cấp tham số về mảng anten điều khiển hỏa lực. Khác với radar dải sóng dm AN/SPY-1D của tàu lớp Kongo, các radar dải sóng cm của Nhật có khả năng phát hiện các mục tiêu kích cỡ nhỏ ở cự ly lên đến 200 km. Tuy nhiên, về mặt đánh chặn mục tiêu ở tầm xa, Asahi không thể sánh nổi với khả năng của Kongo vì radar AN/SPY-1D công suất mạnh có khả năng kiểm soát tình hình ngay cả ở các quỹ đạo thấp gần trái đất. Mảng anten nhỏ hoạt động ở băng tần X (bước sóng từ 3,75 đến 2,5 cm) có chức năng điều khiển hỏa lực. Sau khi nhận tham số từ mảng anten cảnh giới, bộ vi xử lý của anten sẽ tiến hành theo dõi và xác định chủng loại mục tiêu, nó cũng kiểm soát việc phóng đạn và chiếu xạ sau khi tên lửa được phóng. hệ thống có khả năng dẫn hướng cho cả tên lửa hải đối không, tên lửa chống hạm và pháo hạm, trong khi vẫn duy trì khả năng bảo vệ nhóm chiến đấu trước nhiều mối đe dọa khác nhau.
Ngoài ra, OPY-1 còn được tích hợp hệ thống giám sát các mục tiêu bay thấp và cực thấp, xác định các mối đe dọa từ đất liền, trên biển và hệ thống phối hợp giũa hai hai băng tần C - X.
Hệ thống định hướng chiến đấu OYQ-13 được trang bị hệ thống máy tính điều khiển OYX-1 do Nhật tự sản xuất trong nước. Thông tin thu nhận được từ radar OPY-1, hệ thống kiểm soát tác chiến chống ngầm và hệ thống chiến tranh điện tử tích hợp NOLQ-3D-2 sẽ được tập trung vào hệ thống. Sau đó, với khả năng tính toán siêu tốc lên đến 10 Mbit/giây, hệ thống máy tính sẽ tự động đánh giá mối đe dọa, ưu tiên mục tiêu, lập kế hoạch và lựa chọn loại vũ khí để tiêu diệt. Hệ thống OYQ-13 được thiết kế dưới dạng các module mở cho phép tạo sự linh hoạt cao trong hoạt động tác chiến và dễ dàng tiến hành các công tác sửa đổi và nâng cấp trong tương lai.
Việc kết nối các hệ thống điện tử trên tàu được thực hiện thông qua hệ thống mạng diện rộng NOYQ-1B. Hê thống này kết nối tất cả các thiết bị trên tàu thông qua hệ thống cáp quang tốc độ cao dưới dạng Gigabit Ethernet. Nhờ vậy, khả năng phản ứng và xử lý các tình huống của tàu được nâng lên đáng kể. NOYQ-1B được đánh giá tương đương với hệ thống mạng diện rộng trên tàu khu trục lớp Zumwalt của Hải quân Hoa Kỳ.
Hệ thống thông tin liên lạc của tàu ngoài hoạt động trên tần sóng ngắn thông thường (HF), tần số rất cao (VHF) và tần số cực cao (UHF), còn có thể tham gia vào mạng dữ liệu tích hợp (JDN) và Hệ thống dữ liệu chiến thuật Hải quân (NTDS). Được liên kết thông qua đường truyền dữ liệu cấp chiến thuật Link 11 và Link 16. Đường truyền dữ liệu link 16 có khả năng cung cấp phương thức truyền tải dữ liệu đảm bảo tin cậy, với đặc điểm tức thời, chống nhiễu và an toàn vừa có khả năng truyền tải dữ liệu và ngôn ngữ chiến trường vừa có thể cung cấp dữ liệu dẫn đường ngược chiều phục vụ chiến đấu. Bất kỳ một bên nào trong đường truyền dữ liệu đều nhận được hình ảnh nhận biết địch ta kỹ thuật số trong không gian chiến trường. Đối với liên lạc vệ tinh, tàu đươc trang bị hệ thống liên lạc vệ tinh NORA-1C-Y1 (hoạt động trên băng tần X và K) dùng để kết nối với vệ tinh SUPERBIRD B2 và NORQ-1 (hoạt động trên băng tần Ku).
Trong tác chiến chống tàu mặt nước, tàu được trang bị radar chuyển hướng, dẫn đường OPS-20C, radar định vị nhận dạng và theo dõi mục tiêu mặt nước OPS-48. Hệ thống kiểm soát tác chiến chống ngầm của Asahi: sonar kiểu mảng kéo OQR-4 kiểu mới và sonar kết hợp chủ/bị động phát hiện và xác định vị trí tàu ngầm OQQ-24 được gắn cố định trong quả cầu hình giọt nước ở mũi tàu. Trong tác chiến điện tử, tàu trang bị hệ thống chiến tranh điện tử NOLQ-3D-2. Hệ thống NOLQ-3D-2 được cấu thành bởi hai bộ phận chính là trinh sát điện tử và gây nhiễu điện tử. Hệ thống chiến tranh điện tử NOLQ-3D ESM/ECM được điều khiển bởi một máy tính tốc độ cao có khả năng xử lý, quản lý hàng nghìn phép tính/giây và được vận hành bằng phương thức tự động hoặc bán tự động. Trong đó, bộ phận trinh sát điện tử sử dụng băng tần hỗ hợp nên có khả năng mở rộng dải trinh sát với độ chính xác lên tới 1 độ và phạm vi bao phủ 360 độ. Còn bộ phận gây nhiễu điện tử được cấu thành bởi 4 annten, mỗi anten có khả năng tác nghiệp một góc 90 độ với tổng cộng 140 dải tần số khác nhau. Hệ thống này có thể cùng một lúc gây nhiễu đối với 80 bộ radar với thời gian phản ứng trước các tình huống cực ngắn.
NOLQ-3D-2 được kết hợp với hệ thống phóng mồi nhử Mk-137 SRBOC mod 2. Mk-137 SRBOC mod 2 có bán kính tác chiến gây nhiễn là 4 km; công suất gây nhiễu từ 7 - 8 kW; công suất gây nhiễu hồng ngoại từ 3 - 5 kW; độ cao tác chiến là 150m, độ trễ là 3,5 - 0,5 giây; thời gian hình thành khu vực gây nhiễu là 8,5 giây; thời gian hình thành tường hồng ngoại gây nhiễu là 6 giây. Cơ chế hoạt động của Mk-137 đó là phóng ra các quả rocket chứa nhiều lá nhôm để tạo các mục tiêu giả qua đó đánh lừa hệ thống đầu dò mục tiêu trên tên lửa của đối phương, từ đó khiến tên lửa đối phương bắn nhầm mục tiêu.
Ngoài ra, tàu còn có hệ thống nhử mồi ngư lôi kiểu mảng kéo Type 04, hệ thống gây nhiễu bằng âm thanh FAJ và hệ thống phóng mồi nhử tự hành MOD. Khi hệ thống sonar của tàu cung cấp thông tin đo đạc và phương vị của ngư lôi, căn cứ vào tín hiệu cảnh báo mối đe dọa, hệ thống MOD sẽ phóng mồi bẫy ngư lôi về hướng của mối đe dọa, cùng lúc đó hệ thống FAJ sẽ tạo ra phương thức gây nhiễu tiếng ồn, cách ly sự tiếp xúc giữa ngư lôi và mục tiêu, sau đó MOD lại phóng tiếp một hoặc nhiều mồi bẫy khác, sử dụng tín hiệu hoàn toàn giống với tàu thật, đánh lừa ngư lôi di chuyển ra xa tàu. Sau đó, mồi bẫy âm thanh tự hành sẽ chuyển từ chế độ gây nhiễu sang chế độ mồi nhử, nhử ngư lôi rời xa tàu. Khoảng cách phát tín hiệu tối đa khoảng 1000m, thời gian hoạt động gây nhiễu khoảng 7 phút.
Type 04 được điều khiển số hóa và thiết kế kiểu module, có khả năng đánh lừa loại ngư lôi tìm bắt mục tiêu nhờ âm thanh. Khi triển khai, Type 04 được phóng ra từ phía đuôi tàu thông qua ống phóng để phóng ra một phao tiêu hình dây, sử dụng một dây cáp điện đồng trục truyền tín hiệu kéo theo phía đuôi tàu. Bên trong phao tiêu là một thiết bị phát âm thanh dưới nước, sử dụng phương thức điện tử hoặc điện cơ để phát ra tín hiệu âm thanh dụ ngư lôi. Do tín hiệu phát ra mạnh hơn cả tín hiệu âm thanh của tàu nên có thể bảo vệ cho tàu không bị tấn công.

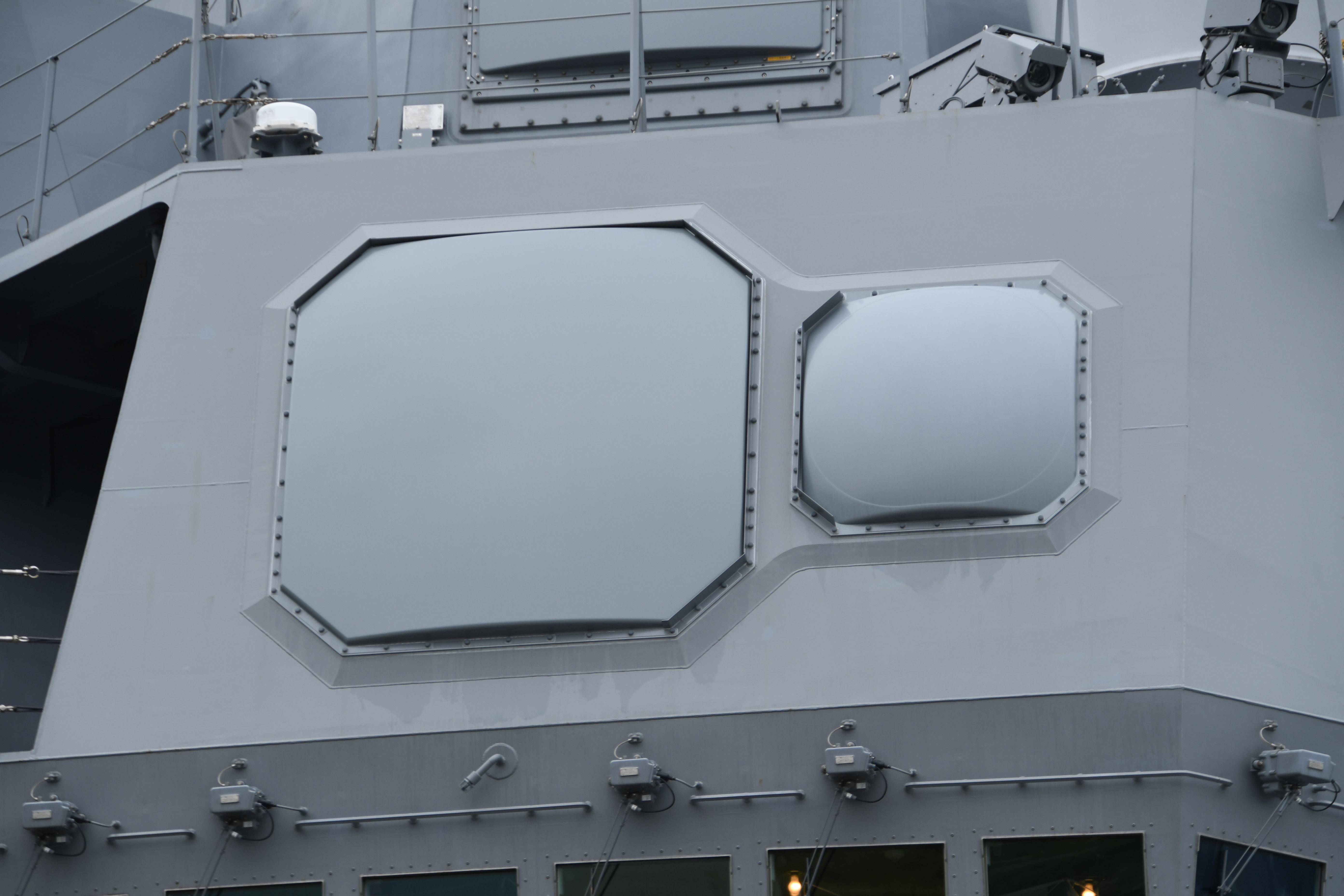
Radar mạng pha đa chức năng băng tầng kép OPY-1.
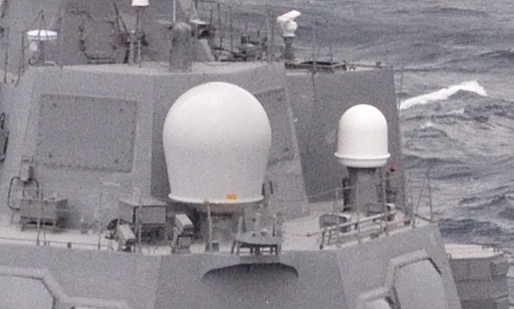
Hệ thống liên lạc vệ tinh NORA-1C-Y1 và NOLQ-1.
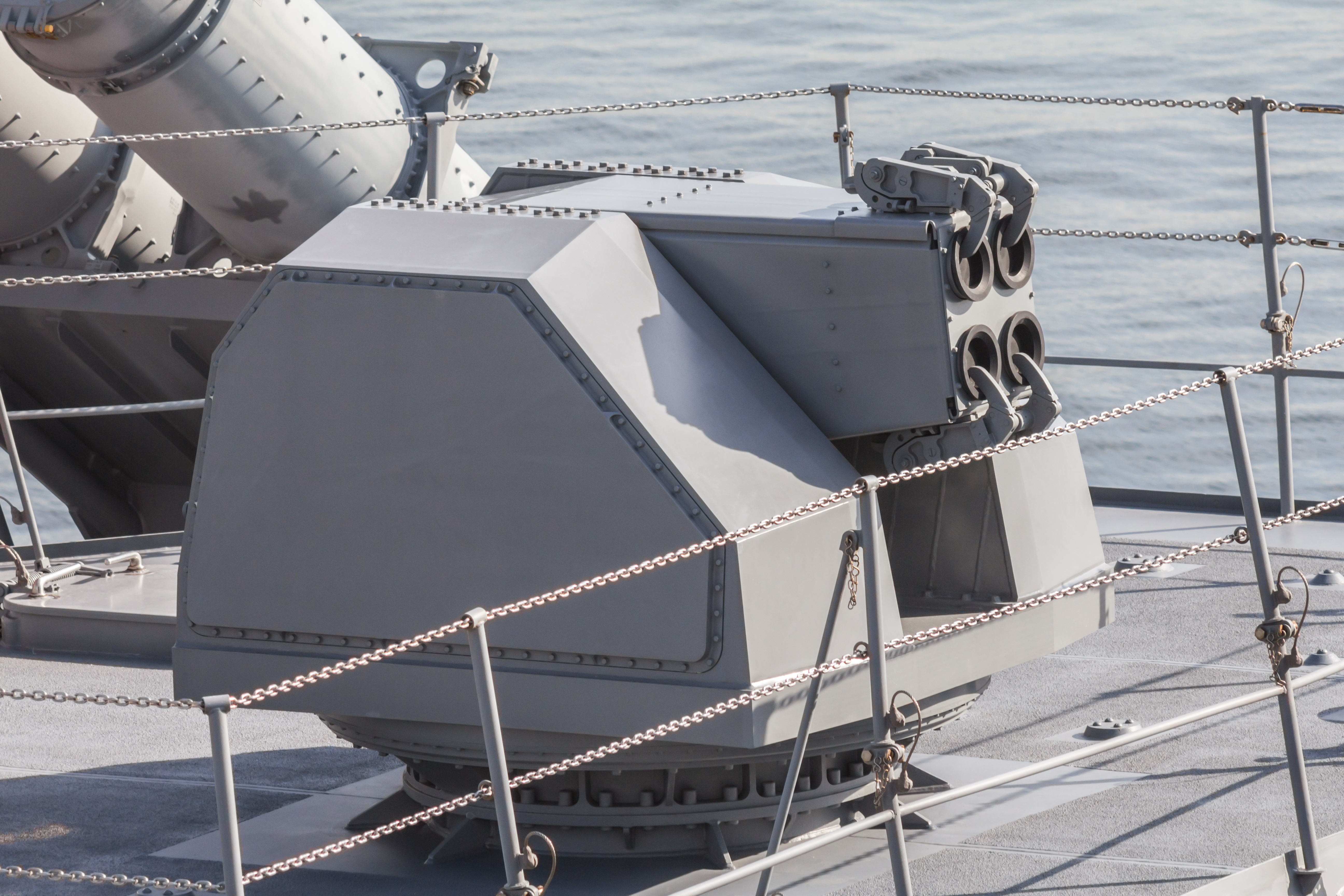
Hệ thống gây nhiễu bằng âm thanh FAJ
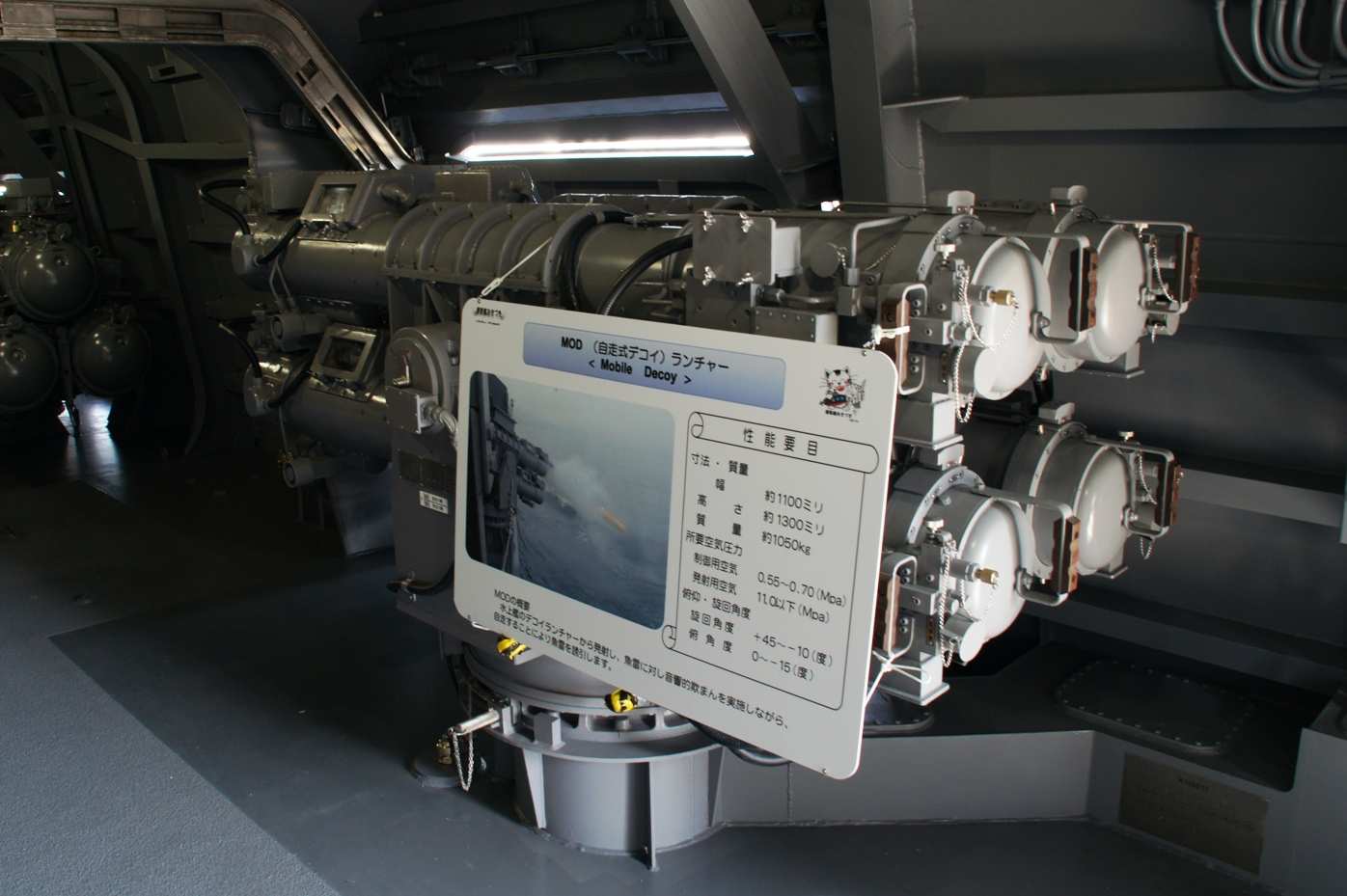
Hệ thống phóng mồi nhử tự hành MOD.
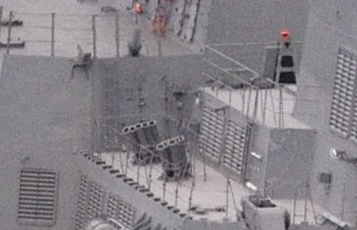
Hệ thống phóng mồi nhử Mk-137 SRBOC mod 2.
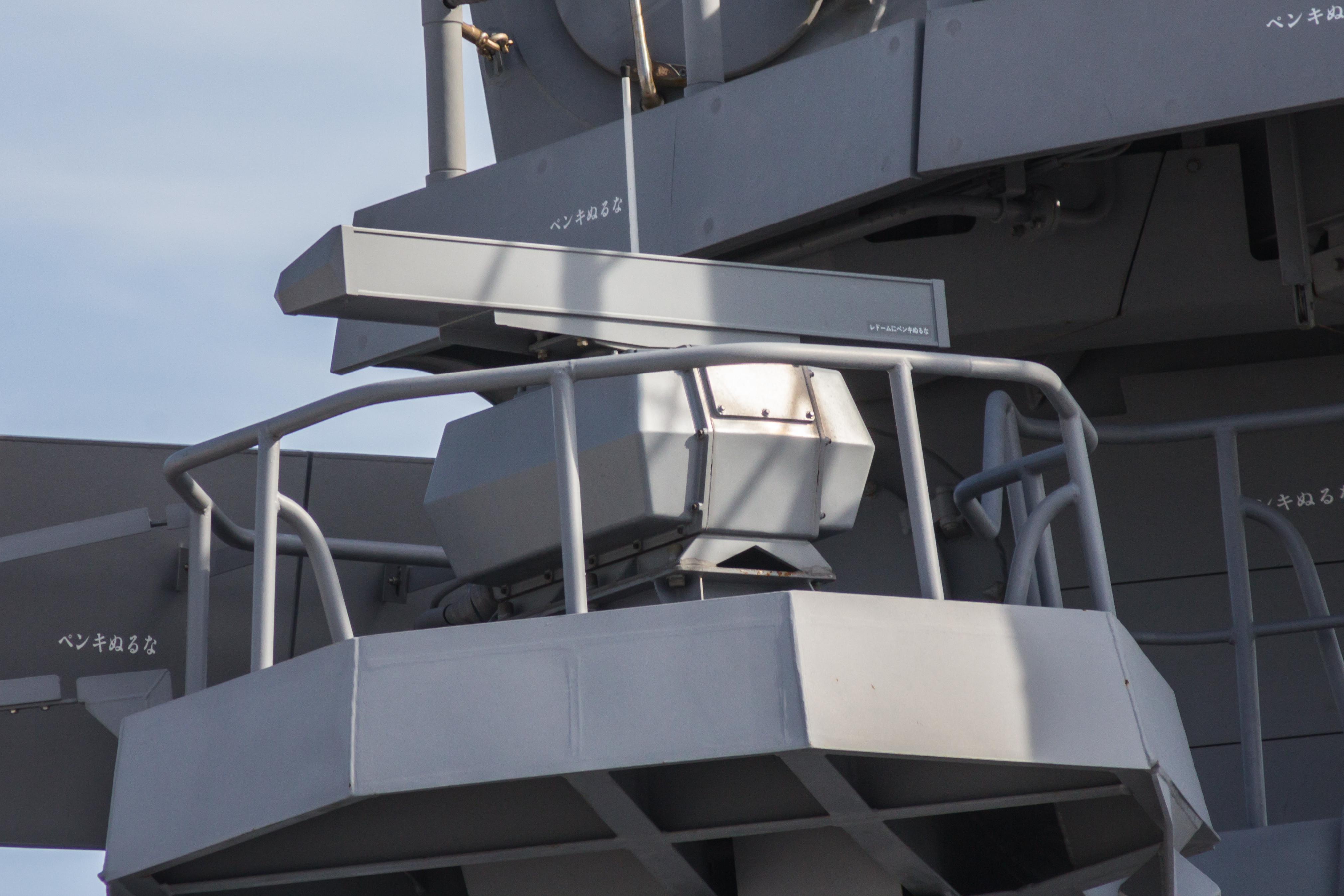
Radar chuyển hướng, dẫn đường OPS-20C.
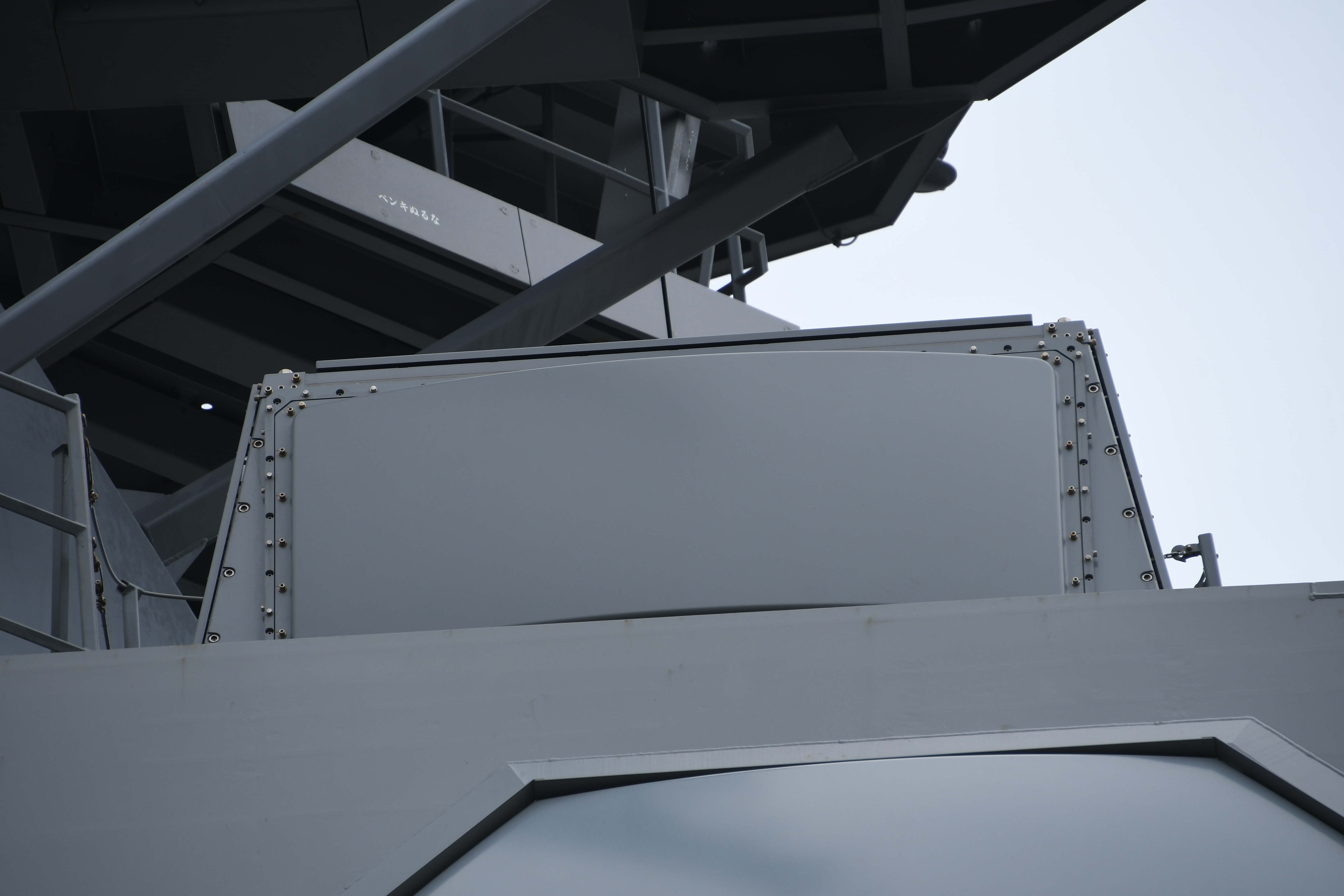
Radar định vị nhận dạng và theo dõi mục tiêu mặt nước OPS-48
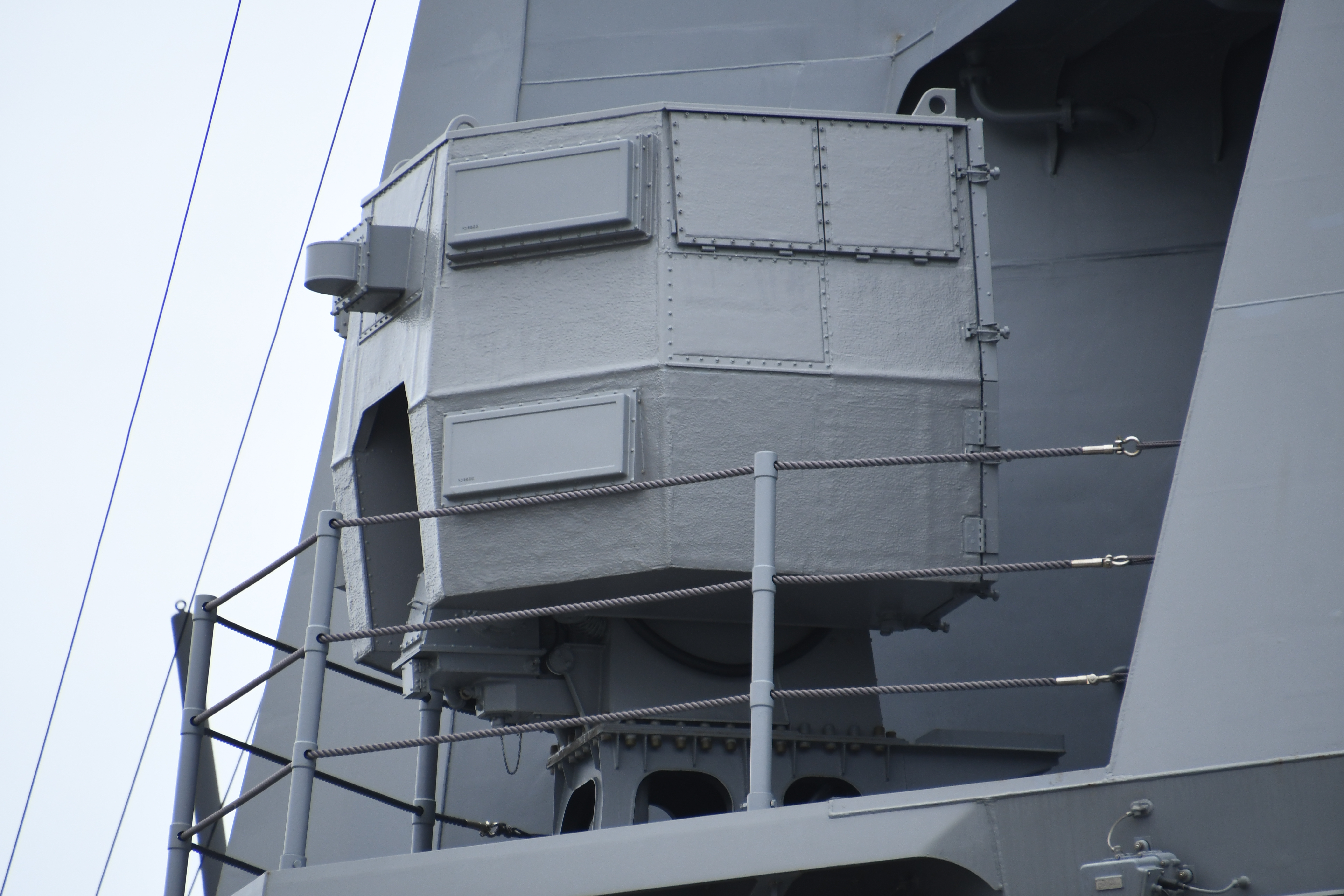
Hệ thống chiến tranh điện tử tích hợp NOLQ-3D-2 (ECM).
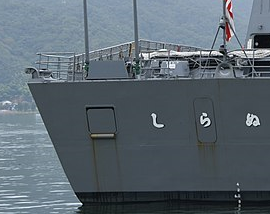
Cửa sập dùng để thả sonar kiểu mảng kéo OQR-4 của JS Shiranui (DD-120).

## Tên lửa
Hệ thống vũ khí – vẫn theo truyền thống, tàu được trang bị hệ thống phóng thẳng đứng 32 ống phóng Mk-41 mod 29 dùng để phóng tên lửa hải đối không tầm gần RIM 162 ESSM và tên lửa chống ngầm Type-07 VL ASROC. 32 ống phóng được chia làm 4 cụm, mỗi cụm 8 ống phóng hình hộp. Tên lửa sẽ bắn theo nguyên tắc "phóng nóng" (kiểu phóng nóng nghĩa là động cơ tên lửa được kích hoạt ngay khi trong ống phóng). Có thể không cần phải để ý quá nhiều đến số lượng. Cũng như các tàu hiện đại khác, Asahi sẽ không mang theo đủ số lượng vũ khí theo thiết kế để tiết kiệm phương tiện trong thời bình. Khi cần thiết, số lượng các tổ hợp phóng và các loại vũ khí khác trên tàu chắc chắn sẽ tăng lên.
Ý nghĩa của việc xuất hiện các tàu lớp Asahi là điều không cần phải bàn cãi. Một trong những yêu cầu quan trọng của Học thuyết quân sự Nhật Bản là thiết lập hệ thống phòng thủ theo tuyến (phòng không/chống ngầm) cho các khu vực cơ động tác chiến của những tàu đang thực hiện nhiệm vụ phòng chống tên lửa. Các lãnh đạo của JMSDF hiểu rất rõ mối đe dọa cả từ các tên lửa bay thấp lẫn các tàu ngầm hiện đại. Chính vì thế mà song song với việc đóng các tàu khu trục với nhiều khả năng phòng thủ hiện đại, Nhật Bản còn đóng các tàu khu trục mang máy bay trực thăng để có thể cơ động các phi đội máy bay trực thăng chống ngầm. Trên thực tế ít người biết được rằng trong lĩnh vực chống ngầm, JMSDF đã chiếm vị trí hàng đầu trên thế giới từ cách đây rất lâu, và JMSDF cũng đã đuổi kịp Hải quân Hoa Kỳ trong nhiều lĩnh vực khác. Đến hôm nay, trong biên chế của JMSDF đã có 30 tàu chiến hoạt động trên các đại dương mang vũ khí tên lửa. Và dù có vẻ như Nhật Bản sở hữu nhiều kiểu tàu khu trục khác nhau, nhưng tất cả các tổ hợp tác chiến, hệ thống, thiết bị máy móc đều đã được quy chuẩn hóa.
Lực lượng tàu mặt nước của Lực lượng Phòng vệ Biển Nhật Bản chỉ thực hiện chức năng phòng thủ thuần túy. Mặc dù có một khối lượng nhất định các tên lửa chống hạm Type 90 SSM-1B do Nhật tự sản xuất, các tàu khu trục Nhật không mang vũ khí tấn công – ví dụ như các tên lửa chống hạm tầm xa. Đó là do điều 09 trong Hiến pháp Nhật Bản cấm chế tạo các hệ thống tương tự như vậy. Thêm nữa, còn có một nguyên tắc cũng đang được áp dụng – theo đó thì nhiệm vụ tấn công là "đặc quyền" của tàu ngầm và không quân.

### Tên lửa chống hạm Type 90 SSM-1B
Tên lửa chống hạm SSM-1B Type 90 được MHI phát triển vào năm 1988 và được đưa vào trang bị năm 1992. Type 90 là phiên bản trên hạm của hệ thống phòng thủ bờ biển Type-88. Type 90 có thiết kế khí động học pha trộn giữa tên lửa chống hạm RGM-84 Harpoon của Mỹ và Exocet của Pháp. Tên lửa có 4 vây ổn định lớn hình tam giác ở gần giữa thân hơi xích ra phía sau (sải cánh này lớn hơn so với Harpoon và Exocet) cùng 4 vây lái nhỏ hình tam giác ở đuôi tên lửa.
Type 90 có chiều dài 5,1m, đường kính 0,35m, sải cánh 1,19m, trọng lượng phóng 660 kg. Tên lửa có tầm bắn 200 km mang theo đầu đạn nặng 225 kg, tốc độ hành trình của tên lửa khoảng 1.150 km/h.
Khi tác chiến, tên lửa được đưa ra khỏi ống phóng bằng một động cơ tăng cường nhiên liệu rắn. Sau khi động cơ tăng cường cháy hết, động cơ tuabin phản lực Mitsubishi TJM-2 sẽ được kích hoạt để đưa tên lửa hành trình đến mục tiêu. Để có độ linh hoạt cao và tăng khả năng sống sót cho tên lửa hệ thống đẩy vectơ đã được tích hợp vào.
Tên lửa được dẫn hướng kết hợp quán tính ở giai đoạn đầu và giai đoạn giữa, giai đoạn cuối tên lửa sử dụng radar chủ động để tìm và xác định mục tiêu. Nếu không tìm thấy mục tiêu trong một khoảng thời gian tên lửa sẽ tự hủy hay nhận lệnh tự hủy từ bên ngoài. Type-90 có thể bay lướt mặt biển ở độ cao cực thấp và có khả năng bay vòng qua vật cản để đến vị trí mục tiêu. Khi bay ở giai đoạn kiểm tra cảnh giới, nó bay cách mặt biển 15m, ở giai đoạn cuối khi tiếp cận mục tiêu, nó chỉ cách mặt biển 2-3m, việc bay quá thấp như vậy hoàn toàn 'làm mù" hệ thống radar cảnh giới của đối phương.
Đầu nổ của đầu đạn Type 90 là loại "bán xuyên giáp". Trước tiên, dựa vào năng lượng vận động khi bay, đầu đạn có thể xuyên thủng mạn tàu đối phương, ngòi đầu nổ tên lửa có thể xuyên thủng mạn tàu địch, sau mấy giây xuyên vào trong tàu, ngòi đầu nổ tên lửa lại dẫn nổ, từ đó làm nổ tung đầu đạn có chứa lượng thuốc nổ cực mạnh ngay trong thân tàu, cộng với lượng chất đốt vẫn chưa cháy hết của tên lửa cùng tung ra theo tiến nổ, khiến cả khoang tàu bốc cháy, làm tàu địch bị phá hủy nặng nề. Đường kính lỗ đạn phá có thể rộng đến 10m. Loại tên lửa này có thể hoạt động trọng mọi điều kiện thời tiết và có khả năng chống nhiễu cao, nếu nó thấy bị nhiễu thì hệ thống điện tử sẽ thực hiện các bước chống nhiễu và nếu thấy không hiệu quả nó sẽ chuyển chế độ ra đa từ chủ động sang bị động dò nguồn gây nhiễu. Trong chế độ này nó sẽ ưu tiên diệt nguồn gây nhiễu trước để các tên lửa sau có thể dò ra mục tiêu cần diệt. Đầu tự dẫn radar kiểu chủ động có thể tự điều chỉnh đường ngắm trúng vào mục tiêu trong mặt phẳng góc + 30o, dẫn tên lửa vào chỗ tập trung mạnh nhất sóng phản xạ từ vỏ tàu mục tiêu về, thường tạo nên "tâm" bề mặt phản xạ của tàu.

### Tên lửa hải đối không RIM-162 ESSM
Tên lửa hải đối không RIM-162 ESSM được Tập đoàn Raytheon (Mỹ) hợp tác cùng 10 nước châu Âu phát triển dựa trên cơ sở tên lửa hải đối không RIM-7 Sea Sparrow từ cuối những năm 1990. RIM-162 là hệ thống tên lửa phòng không tầm ngắn - tầm trung tác chiến đa mục tiêu, trong mọi điều kiện thời tiết, được thiết kế để tham gia các nhiệm vụ phòng không trên hạm, tiêu diệt máy bay chiến đấu, trực thăng và các phương tiện bay không người lái của đối phương. Ngoài ra, một đặc điểm quan trọng của RIM-162 là hệ thống này có khả năng phòng thủ rất cao khi hoạt động trong đội hình tác chiến của một hạm đội. Tất cả các mối đe dọa như tên lửa chống hạm, tên lửa hành trình, bom thông minh... đều là mục tiêu đánh chặn của RIM-162.
Tên lửa RIM-162 có kết cấu khá gọn và bao gồm 4 bộ phận: đầu trên là đầu dò radar chủ động xung Doppler với chóp nhọn bảo vệ ở đầu hoạt động trên dải tầng 10 GHz đến 20 GHz; bộ phận thứ hai là đầu đạn nổ phân mảnh (HE) 39 kg với ngòi nổ vô tuyến cận tiếp xúc; bộ phận thứ ba là động cơ nguyên liệu rắn Mk-134 mod 0 giúp RIM-162 có thể đạt vận tốc lên đến Mach 4; bộ phận cuối cùng là đuôi tên lửa dùng để giữ cho tên lửa bay ổn định, phần trên của đuôi được lắp đặt 4 bốn cánh điều hướng có thể tháo lắp và 4 cánh ổn định được lắp ở gần giữa thân. Thiết kế này được giới thiệu là giúp kiểm soát tên lửa tốt hơn trong điều kiện tốc độ cao. RIM-162 có có khối lượng 280 kg, chiều dài 3,66 m; đường kính 0,252 m; tầm bắn 20 km với mục tiêu là tên lửa hành trình đối hạm bay thấp và lên đến 50 km với mục tiêu cỡ lớn như máy bay chiến đấu, tầm cao tối đa là 9 km, tốc độ bắn giữa hai loạt cách nhau là 2 giây.
Nhận diện mục tiêu sẽ được nạp vào tên lửa trước khi phóng, với dữ liệu nhận dạng có thể được cung cấp bởi radar hoặc các hệ thống quan sát quang học. Sau khi được phóng thẳng đứng, RIM-162 được dẫn bằng quán tính độc lập giai đoạn đầu theo thông tin được cung cấp trước đó, ở giai đoạn 2 tên lửa liên tục cập nhật thông tin dữ liệu mục tiêu từ tàu phóng qua kênh liên kết để hiệu chỉnh đường bay và trong giai đoạn cuối nó sẽ kích hoạt radar chủ động để xác định mục tiêu (phương thức "bắn và quên"). Hệ thống điện tử sẽ điều chỉnh nhảy tần số của radar nếu thấy có hiện tượng bị nhiễu và nếu không tìm thấy mục tiêu trong một khoảng thời gian tên lửa sẽ tự hủy hay nhận lệnh tự hủy từ bên ngoài. Việc sử dụng đầu nổ phân mảnh có định hướng giúp điều chỉnh hướng nổ của đầu đạn dựa theo vị trí của mục tiêu trong radar với các tính toán hướng di chuyển của mục tiêu và sẽ phát nổ khi tiến lại gần trong một khoảng nhất định.

### Tên lửa chống ngầm Type-07 VL-ASROC
Để chống ngầm, Asahi mang theo tên lửa chống ngầm Type 07 VL ASROC. Type 07 VL-ASROC là tên lửa chống ngầm nội địa do Viện Nhiên cứu và Phát triển kỹ thuật Nhật Bản (TRDI) tự sản xuất trong nước. Type 07 được nghiên cứu phát triển vào năm 1999 và được chính thức chấp nhận đưa vào trang bị cuối năm 2007. Cấu tạo của Type 07 tương tự họ tên lửa chống ngầm RUM-139 của Mỹ.  Nó gồm hai tầng động cơ phản lực nhiên liệu rắn, động cơ tầng thứ nhất là động cơ tăng tốc lấy độ cao, động cơ tầng thứ hai là động cơ hành trình nhiên liệu rắn.
Type 07 VL ASROC có chiều dài 6,5m, đường kính thân 0,45m, trọng lượng 1284 kg và đạt tầm bắn 30 km (tương đương 18 dặm). Tên lửa mang một quả ngư lôi chống ngầm hạng nhẹ Type 97 hoặc Type 12.
Khi có thông tin phát hiện tọa độ khu vực hoạt động của tàu ngầm đối phương từ hệ thống radar, các thông tin, dữ liệu về tọa độ mục tiêu, quỹ đạo đường đạn sẽ được truyền tải đến hệ thống máy tính điều khiển của tàu. Từ bàn điều khiển, các binh sĩ sẽ tiến hành triển khai các hoạt động chuẩn bị tên lửa, nạp dữ liệu mục tiêu vào bộ nhớ máy tính tên lửa và phóng tên lửa. Hệ thống dẫn đường quán tính được sử dụng khi bay tiếp cận vị trí của mục tiêu trong cơ sở dữ liệu  Ở một vị trí định sẵn trên quỹ đạo đường bay, ngư lôi sẽ tự tách khỏi tên lửa và rơi xuống biển bằng dù hãm, việc này sẽ giúp giảm thiểu tối đa âm thanh khi rơi xuống nước. Sau khi cắt dù, ngư lôi tự kích hoạt bộ phận tự dẫn để thực hiện hoạt động tìm kiếm và tấn công mục tiêu. Điểm mạnh của tên lửa này là sử dụng tốc độ cao của tên lửa để nhanh chóng tiêu diệt tàu ngầm khi nó bị phát hiện. Type 07 VL ASROC thường sử dụng cơ chế bắn loạt nhiều tên lửa về phía khu vực có tàu ngầm nên xác suất tiêu diệt mục tiêu rất cao. Ngoài ra, nó cũng có khả năng tự hủy sau một thời gian nếu tìm không thấy mục tiêu.

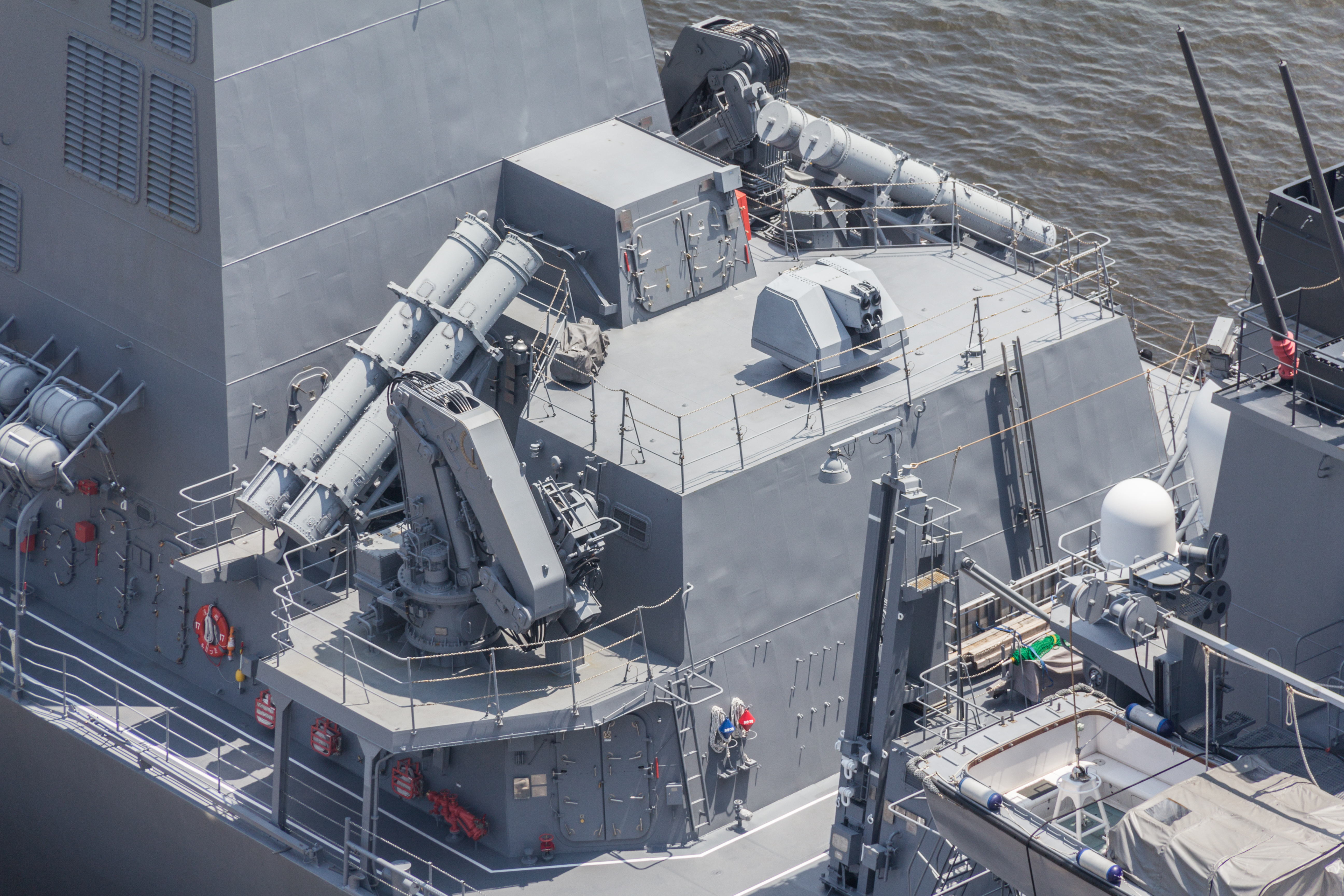
Ống phóng tên lửa hành trình chống hạm SSM-1B Type 90.
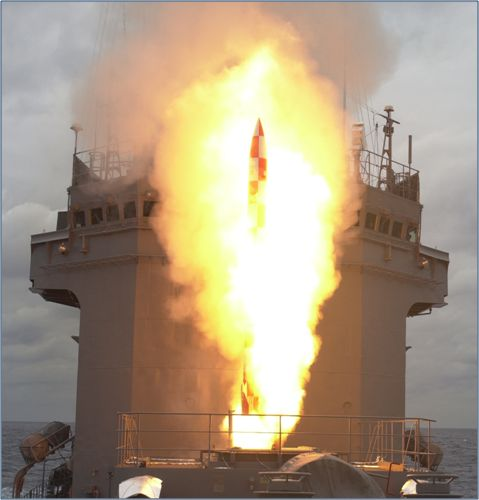
JS Asuka (AE-6102) phóng thử nghiệm tên lửa chống ngầm Type 07, ngày 1 tháng 4 năm 2012.
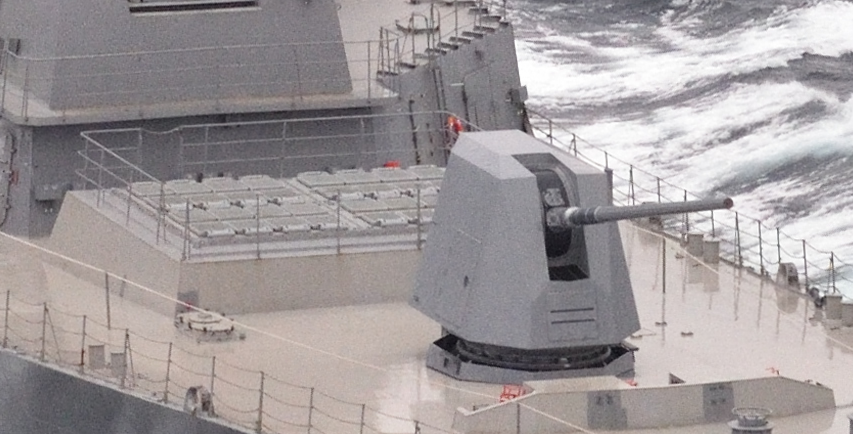
Hệ thống ống phóng thẳng đứng (VLS) Mk-41 mod 29 của tàu JS Asahi (DD-119)
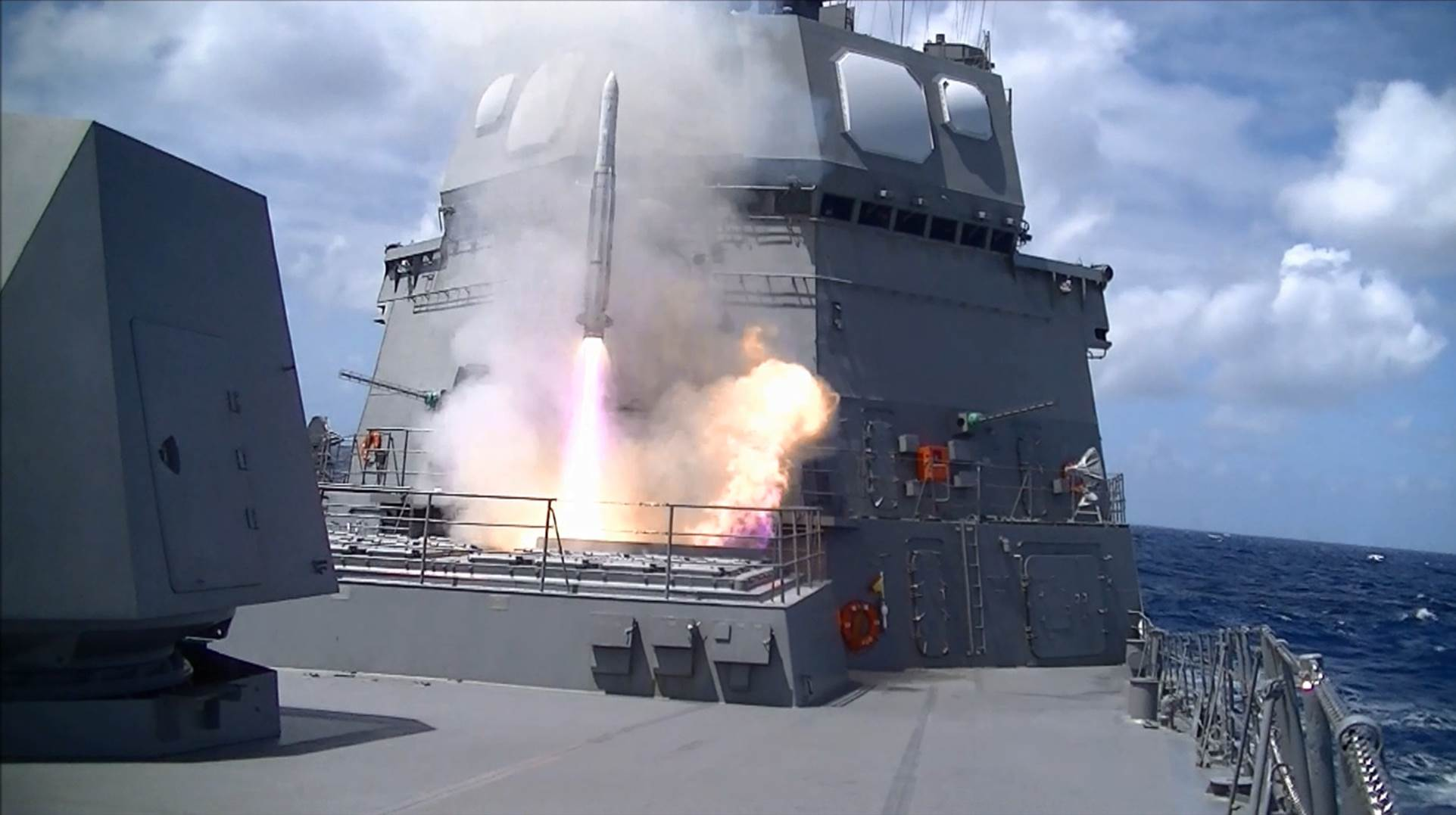
JS Fuyuzuki phóng tên lửa hải đối không RIM 162 ESSM

## Pháo hạm

### Pháo hạm 127 mm Mk-45 mod 4
Pháo chính của tàu là pháo hạm 127 mm Mk-45 mod 4 có chiều dài nòng gấp 62 lần đường kính do Công ty Japan Steel Works sản xuất theo giấy phép của Tập đoàn BAE System, Anh. Mk-45 mod 4 là loại pháo hạm tự động nhẹ nhất, nhỏ gọn nhất trên thế giới hiện nay, đồng thời cũng được triển khai rộng rãi nhất với hơn 260 hệ thống cung cấp cho Hải quân Hoa Kỳ (US Navy) và hải quân hơn 10 nước khác trên toàn thế giới.
Pháo có kết cấu góc cạnh giúp giảm đáng kể diện tích phản xạ sóng radar qua đó nâng cao năng lực tàng hình cho tàu. Mk-45 mod 4 có trọng lượng là 28,9 tấn, sử dụng nòng pháo dài 7,87m (tuổi thọ bắn 7.000 phát đạn), tốc độ bắn từ 16 - 20 viên/phút, có tầm bắn hiệu quả trong khoảng từ 45 – 50 km với độ chính cực cao do được trang bị đạn chính xác Excalibur N5 - có khả năng dẫn đường bằng GPS. Theo đó, với đạn tiêu chuẩn thông thường Mk 45 chỉ đạt tầm bắn 15 – 16 km, khiến các tàu chiến JMSDF phải tốn rất nhiều đạn mới có thể tiêu diệt mục tiêu, nhưng khi trang bị Excalibur N5 thì tầm bắn đạt gấp 3 lần, đồng thời giúp tàu chiến tăng diện tích tác chiến từ 370km2 lên thành 3.704km2.  Tốc độ bắn nhanh cùng với khả năng bắn nhiều loại đạn đặc biệt khiến Mk-45 mod 4 thích hợp với nhiều vai trò như tấn công tàu chiến đối phương trên mặt nước, phòng không và pháo kích bờ biển yểm trợ cho chiến dịch đổ bộ, tấn công nhanh.
Mk-45 mod 4 có thể bắn được bốn loại đạn khác nhau bao gồm loại xuyên giáp, gây cháy, văng mảnh trực tiếp và thậm chí có thể được dẫn đường để phá hủy các tên lửa chống hạm. Theo đó, pháo được trang bị 4 ống tiếp đạn và được điều khiển hoàn toàn tự động bằng hệ thống máy tính tốc độ cao. Mỗi ống tiếp đạn chứa tối đa 14 quả đạn luôn ở chế độ sẵn sàng khai hỏa. Ngoài ra, pháo còn có thể được nạp đạn thêm trong khi nòng pháo vẫn đang bắn, thời gian nạp đạn giữa mỗi lần bắn chưa tới 1 phút. Quá trình ngắm bắn và điều chỉnh góc tà nòng pháo được điều khiển thông qua các hệ thống điện tử tự động, trong khi hệ thống nạp đạn được điều khiển thủy lực.Khoang chứa đạn của pháo có thể mang theo tới 680 đạn pháo cho phép tác chiến trong thời gian dài.

### Hệ thống phòng không tầm gần (CIWS) Mk-15 Phalanx
Hoả lực phòng không tầm gần (CIWS) của tàu là 2 hệ thống Mk-15 Phalanx. Đây vốn là các hệ thống Mk-15 Block 1A thông thường đươc tận dụng lại từ các tàu cũ đã loại biên. Hiện nay, các hệ thống này đã được JMSDF nâng cấp, cải tiến lên phiên bản Block 1B Baseline 2.
Mk-15 Phalanx là hệ thống khép kín tích hợp bao gồm pháo, đạn và radar lắp trên 1 bệ duy nhất. Hệ thống được Chi nhánh Pomona thuộc Công ty General Dynamics (nay thuộc Tập đoàn Raytheon) phát triển vào cuối những năm 1960. Hệ thống thử nghiệm lần đầu vào năm 1973, bắt đầu sản xuất hàng loạt năm 1978, đến năm 1980 được đưa vào trang bị. Hệ thống Phalanx gồm pháo 6 nòng bắn nhanh Gatling M61A1 Vulcan cỡ nòng 20mm cùng một radar hoạt động trên băng tầng K.
Trong điều kiện chiến đấu, radar sẽ rà soát bầu trời, xác định các mục tiêu và lọc ra mục tiêu nguy hiểm nhất. Sau khi xác định được mục tiêu, radar điều khiển hỏa lực sẽ tính toán chính xác vị trí của địch để pháo 6 nòng Gatling M61A1 Vulcan khai hỏa. Radar của hệ thống Phalanx CIWS được chế tạo theo công nghệ chỉ điểm khép kín, có khả năng phát hiện máy bay từ cự ly 18 km, tên lửa hành trình có diện tích phản xạ radar 0,1 m² từ khoảng cách 12 km và bám bắt trong tầm 5 km.
Pháo Gatling M61A1 Vulcan được điều khiển bằng điện, tốc độ bắn rất cao, lên đến 4.500 viên/phút, tầm hiệu quả đạt 1.000 - 1.500 m, trong khi tầm bắn tối đa là 3.000 m. Gatling M61A1 Vulcan bắn rất nhanh nên pháo cũng rất nhanh hết đạn, việc nạp đạn phải làm bằng tay, sẽ cần 2 người để thay đạn, mỗi lần thay mất khoảng 5 phút. Hai hộp tiếp đạn bố trí bên hông pháo có sức chứa 500 viên mỗi hộp, tùy theo mục tiêu đường không hay mặt đất mà pháo sẽ bắn ra đạn nổ mảnh hoặc xuyên giáp (thông thường 1 hộp tiếp đạn chứa đạn nổ mảnh trong khi hộp còn lại mang đạn xuyên giáp). Đạn xuyên giáp vỏ tự huỷ (APDS) 20 mm của Mk-15 sử dụng đầu xuyên 15 mm bằng kim loại nặng (wolfram hoặc uran nghèo) được bao quanh bằng một guốc đạn plastic và một phần đáy kim loại nhẹ. Vỏ đạn sau khi bắn sẽ được đẩy ra từ phần dưới của bệ pháo theo hướng về phía trước.
Khi lọt vào tầm bắn của Phalanx CIWS, mọi mục tiêu - từ máy bay, tên lửa, bom hay đạn pháo - đều không thể thoát. Hoạt động hoàn toàn tự động dưới sự giám sát của con người, Phalanx CIWS có thể tiêu diệt mục tiêu ở khoảng cách 3,6 km. Trong một số điều kiện tác chiến, hệ thống Phalanx CIWS còn có thể bắn hạ các mục tiêu trên mặt nước, bao gồm các chiến hạm của đối phương.

Pháo hạm 127 mm Mk-45 mod 4Pháo hạm 127 mm Mk-45 mod 4
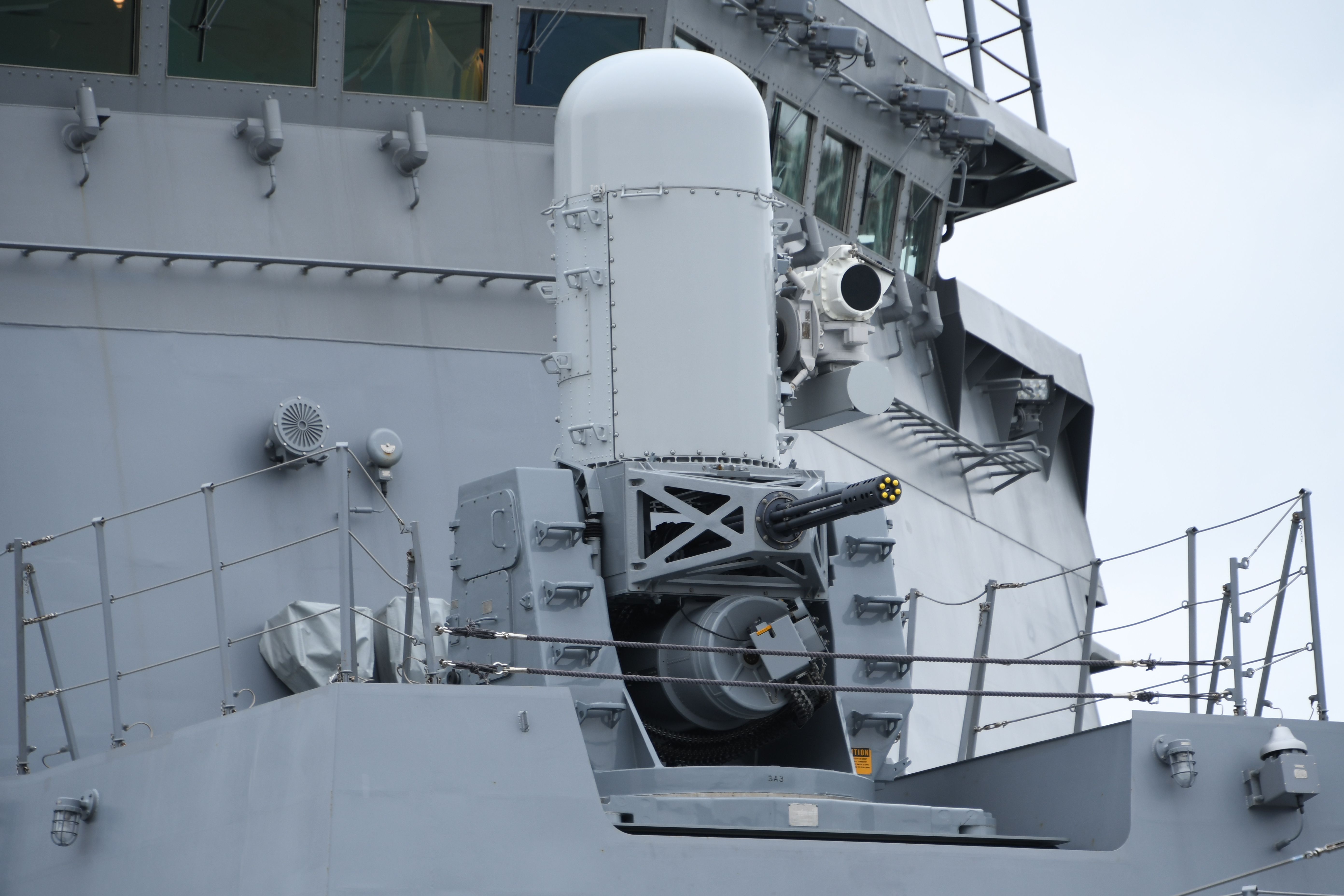
Hệ thống phòng không tầm gần (CIWS) Mk-15 Phalanx.

## Ngư lôi
Tàu khu trục lớp Asahi được trang bị 2 cụm phóng ngư lôi với 3 ống phóng 324mm HOS-303 sử dụng ngư lôi Type 97. Hệ thống phóng được thiết kế có khả năng xoay, điều hướng và bắn từ xa (riêng việc bắn có thể thực hiện tại chỗ bằng tay) nhắm tới mục tiêu cần diệt. Các ống phóng được làm từ vật liệu sợi thủy tinh hoặc kim loại, bên trong ống được bọc một lớp sợi thủy tinh để có thể bảo quản ngư lôi trong điều kiện thời tiết khắc nghiệt của Nhật Bản. Ngoài ra, tàu cũng có thể sử dụng các loại ngư lôi khác như Mk-46, Mk-50 hay Mk-54 do Mỹ sản xuất.
Dự án ngư lôi hạng nhẹ GRX-4 được Viện Nghiên cứu và Phát triển kỹ thuật Nhật Bản (TRDI) và Mitsubishi Heavy Industries (MHI) hợp tác phát triển vào năm 1985. Năm 1989, nguyên mẫu đầu tiên đã được xuất xưởng. Đến năm 1997, loại ngư lôi mới được thông qua và định danh là Type 97. Ngư lôi Type 97 có vỏ làm bằng hợp kim nhôm, chiều dài 2,832m, đường kính 0,324m, trọng lượng 320 kg, vận tốc hành trình 45 hải lý (83,4 km/h) tầm bắn 11 km, khả năng lặn sâu 455m, hệ thống dẫn đường thủy âm chủ động - thụ động, đầu đạn nổ phá 43,1 kg, đầu nổ tiếp xúc, động cơ phản lực nước chạy điện giúp giảm tối đa độ ồn. Nguồn năng lượng được cung cấp bởi hệ thống ắc quy điện kẽm - bạc (cung cấp năng lượng cho động cơ điện công suất 35 mã lực). Type 97 được trang bị 2 chân vịt quay ngược nhau.
Ngư lôi Type 97 được phóng không tái nạp bằng cách nén không khí trong 2 bộ chứa thuốc súng phía sau. Sau khi phóng, ngư lôi được thả bằng dù và bắn sau khi lao xuống nước. Sau đó, Type 97 bắt đầu tìm kiếm mục tiêu và cơ động theo đường ốc xoắn. Hệ thống dẫn đường có khả năng phát hiện mục tiêu ở cự ly đến 595m. Sau khi phát hiện mục tiêu, ngư lôi bắt đầu lao đến mục tiêu với vận tốc rất nhanh. Trong trường hợp tấn công không thành công, hệ thống dẫn đường cho phép tiến hành tấn công lại.

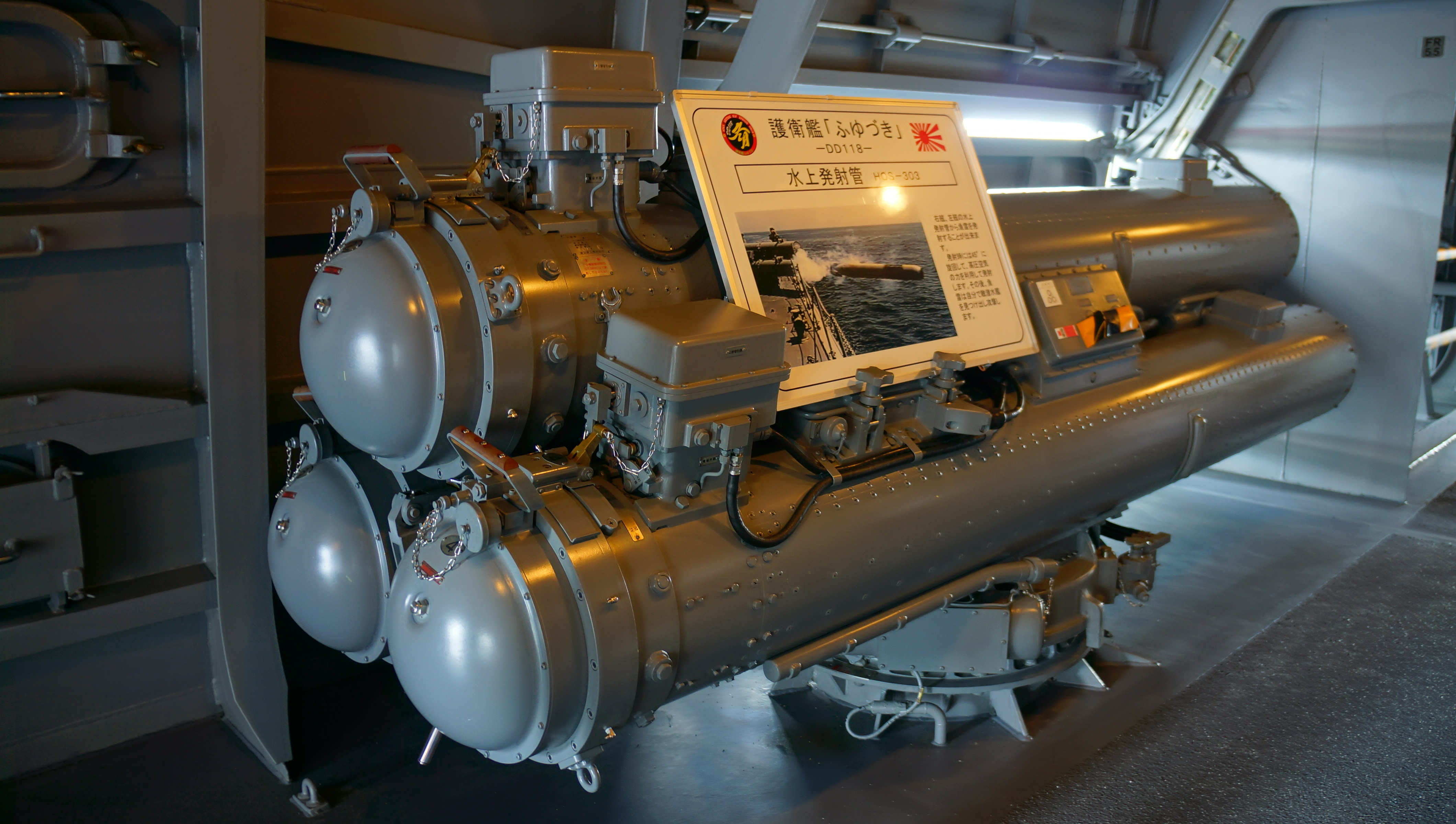
Ống phóng ngư lôi 324mm HOS-303.
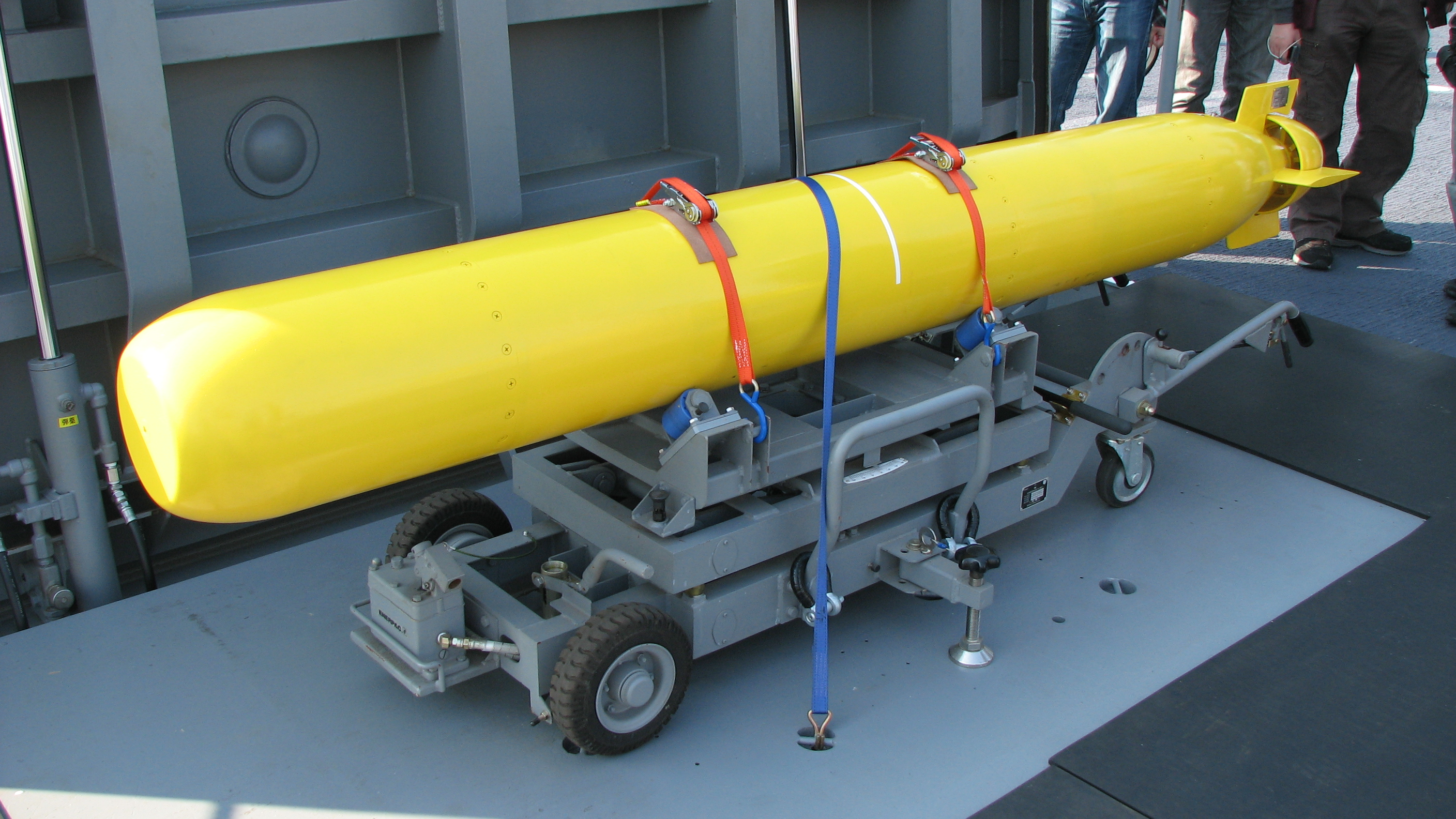
Ngư lôi hạng nhẹ Type 97

## Trực thăng săn ngầm
Đuôi tàu có sàn đáp và nhà chứa cho phép mang theo 2 trực thăng chống ngầm SH-60K Sea Hawk, nhưng thực tế thường chỉ có thể mang được 1 chiếc trong các chuyến hải trình. Tàu cũng được trang bị các trang thiết bị bảo dưỡng và phụ tùng thiết yếu cho máy bay trực thăng.
SH-60K Sea Hawk được Mitsubishi Heavy Industries chế tạo dựa trên cơ sở SH-60J. SH-60K chính thức được đưa vào hoạt động trong biên chế của JMSDF vào tháng 8 năm 2005. Đến năm 2020, đã có 68 chiếc SH-60K được xuất xưởng.
SH-60K có thể bay cách tàu mẹ đến 100 dặm và duy trì trên căn cứ trong vài giờ. Việc liên lạc giữa SH-60K và tàu mẹ được thực hiện bởi hệ thống liên kết dữ liệu ORQ-1C-2 (TACLINK). Máy bay có thể thực hiện các nhiệm vụ cảnh giới, tìm kiếm và cứu hộ, chỉ thị mục tiêu cho tên lửa, chiến đấu chống hạm, chống ngầm và tác chiến đột kích trong mọi thời tiết.
SH-60K được trang bị sonar nhúng HQS-104, radar mảng pha quét chủ động HPS-104 và hệ thống tác chiến điện tử HLR-108. Bốn mấu cứng của máy bay có thể gắn ngư lôi hạng nhẹ Type 97, bom chống ngầm và tên lửa không đối hải AGM-114M Hellfire II. Ngoài ra, SH-60K còn được trang bị một súng đại liên 7,62mm Type 74.
SH-60K có cánh quạt chính và cánh quạt đuôi bốn lá được chế tạo bằng composite, riêng mép trước và phần đầu của cánh quạt chính sử dụng sợi Kevlar. 2 động cơ dẫn động trục Ishikawa-Harima T700-IHI-402C (sản xuất theo giấy phép của General Electric) công suất 3.400 mã lực được lắp cạnh nhau trên đỉnh cabin với một ống hút không khí ở cạnh bệ quạt và các lỗ thoát khí ở phía sau bệ. Máy bay có tầm bay xa tới hơn 800 km, tốc độ tối đa 240 km/h. Các thùng nhiên liệu bên trong của SH-60K chứa được 2.250 lít. Máy bay có thể dùng được hệ thống tiếp nhiên liệu trên không. SH-60K có thể mang trên 1.800 kg hàng bên trong. Các móc hàng bên ngoài có thể mang lượng hàng lên tới 2.725 kg.

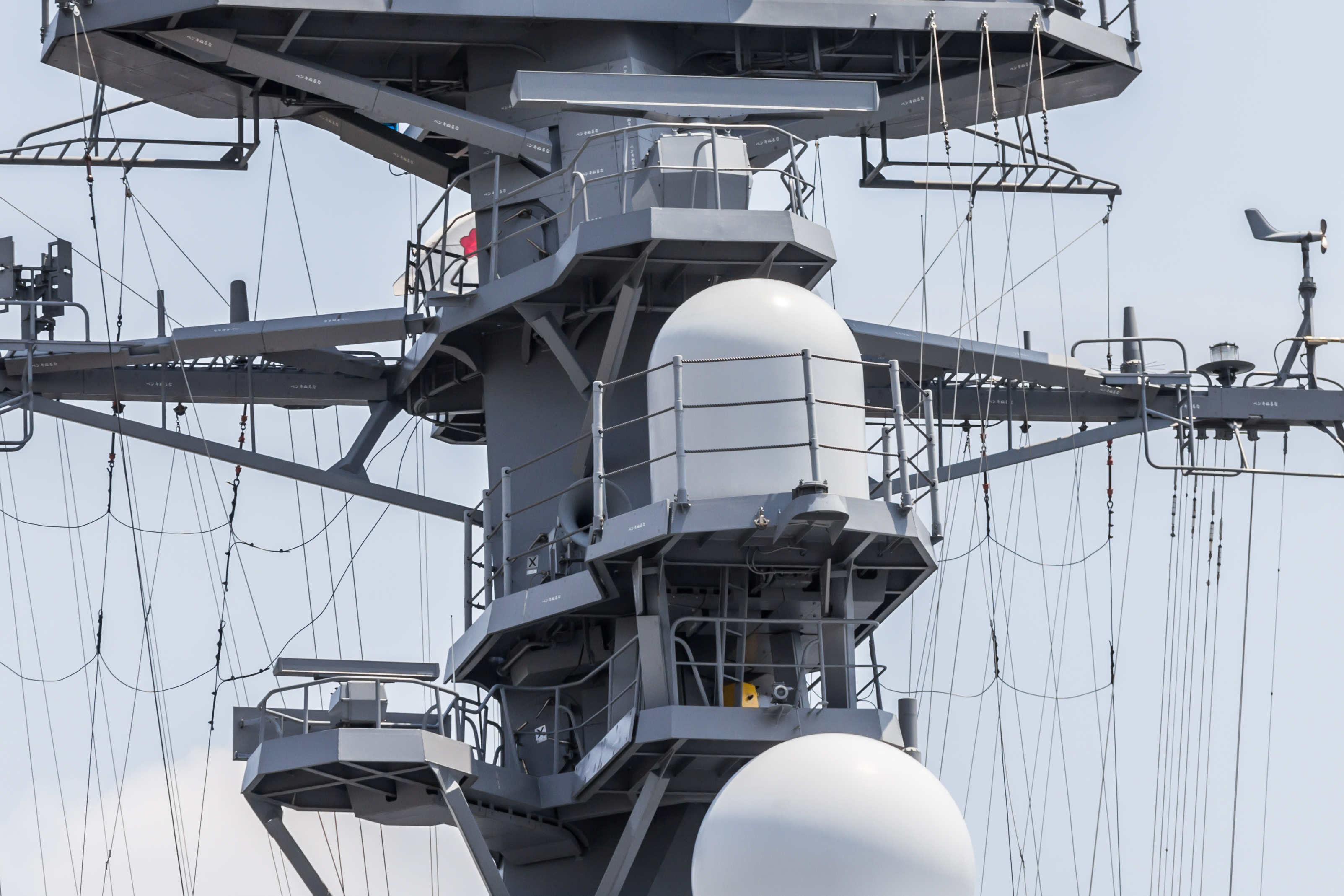
Hệ thống liên kết dữ liệu (TACLINK) ORQ-1C-2.
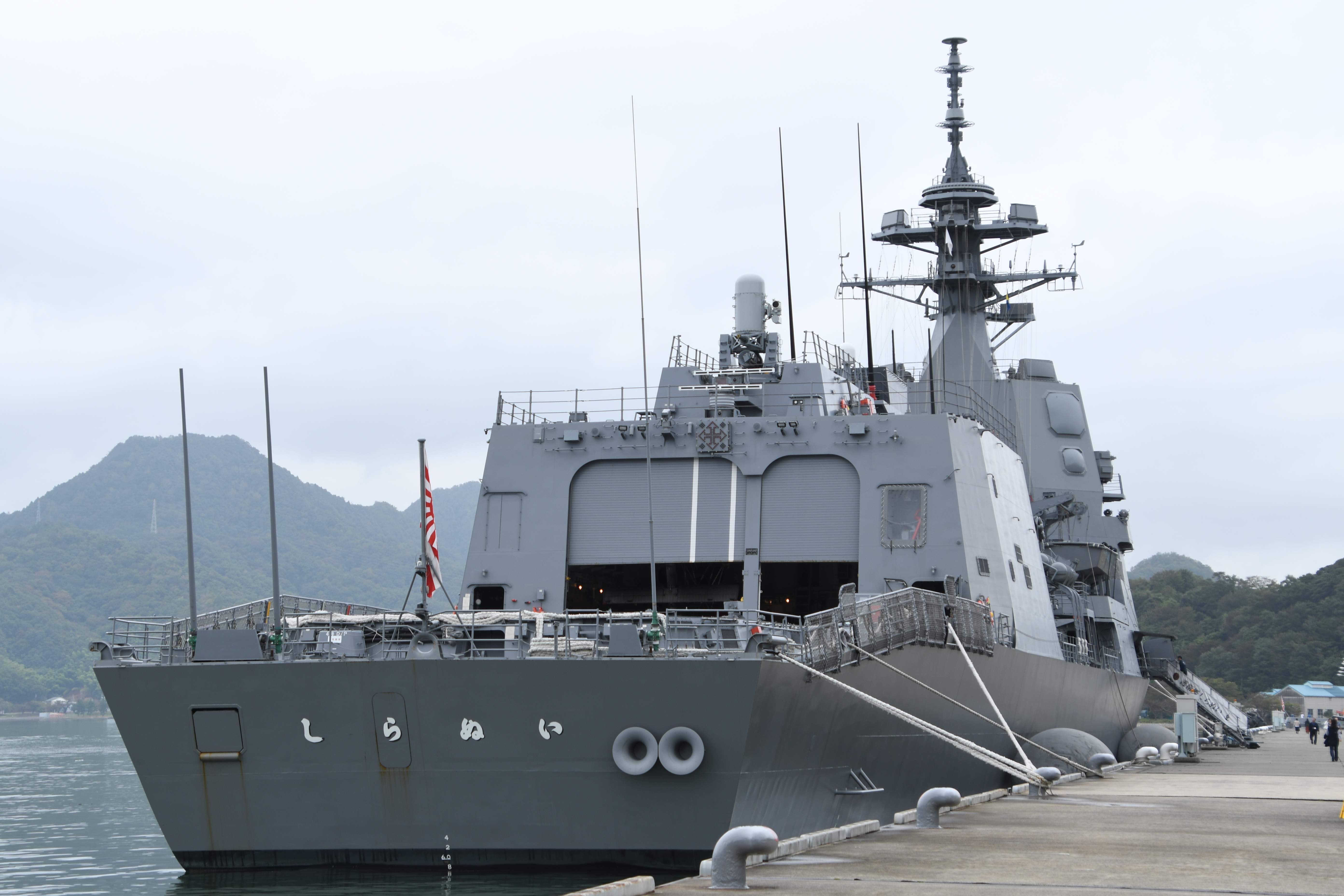
Sàn đáp và nhà chứa trực thăng của tàu JS Shiranui  (DD-120).
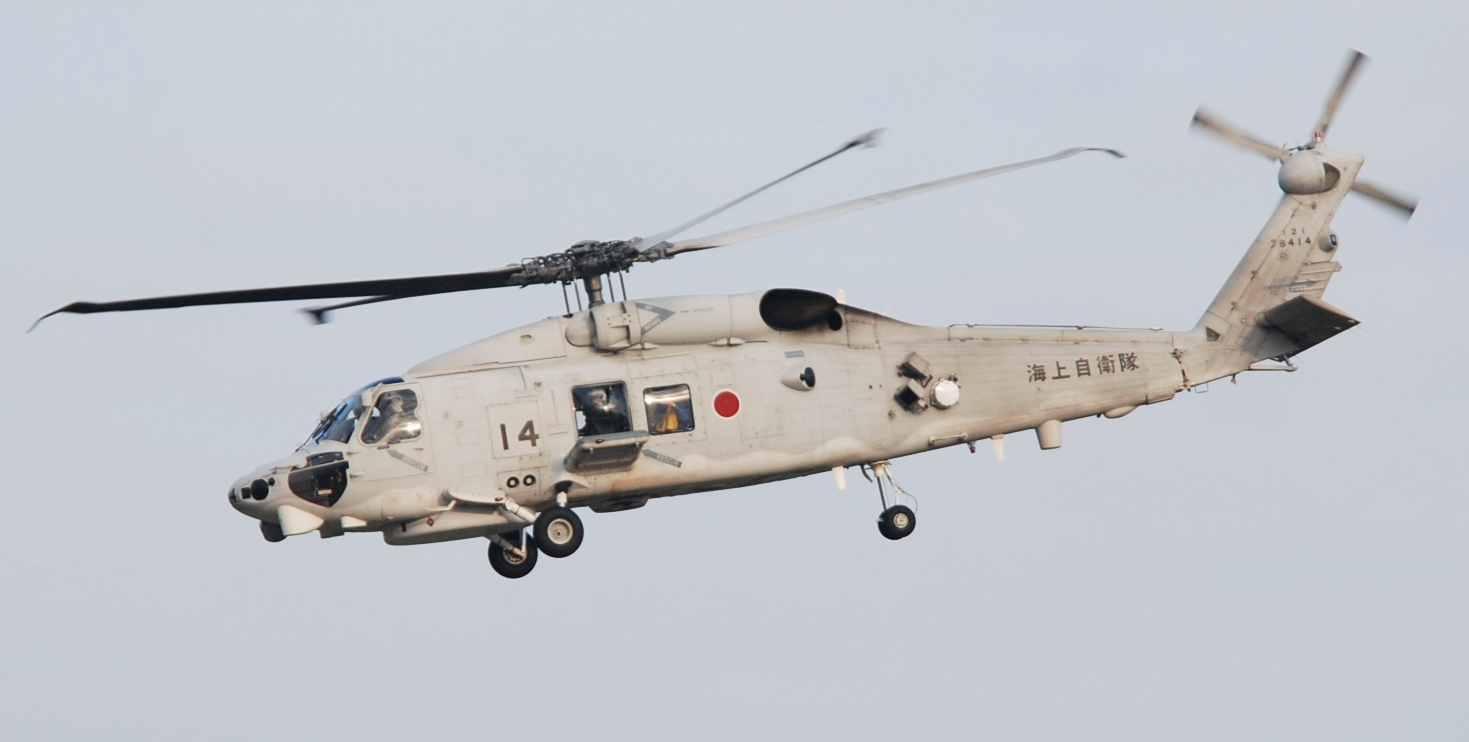
Trực thăng săn ngầm SH-60K Sea Hawk.

## Hệ thống động lực

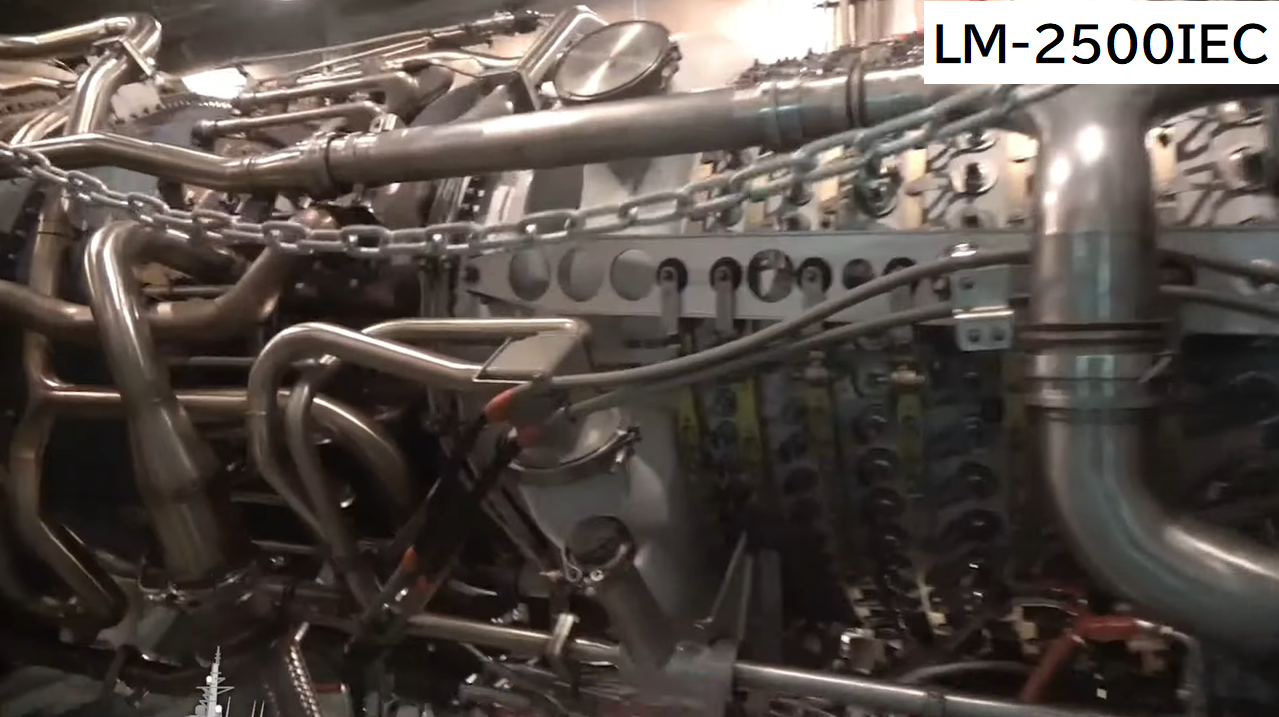
Động cơ tuabin khí LM2500IEC của JDS Maya (DDG-179)

Tàu khu trục lớp Asahi được trang bị hệ thống động lực kết hợp tuabin khí-điện và tuabin khí (COGLAG) bao gồm: 2 động cơ tuabin khí LM2500IEC do GE Marine Solutions sản xuất, 2 máy phát điện diesel S12U (1,8 MW) và 2 máy phát điện tuabin khí IM400 công suất 2,8 MW. Các động cơ này kết nối với nhau thông qua 3 hộp số và 2 bộ ly hợp, truyền động ra 2 chân vịt 5 lá cung cấp công suất đầu ra tổng cộng 62.500 mã lực. Sự kết hợp theo cấu hình COGLAG giúp tiết kiệm nhiên liệu, giảm tối đa tiếng ồn khi hoạt động, đồng thời, giảm chi phí, kéo dài thời gian giữa 2 lần bảo dưỡng. 2 động cơ tuabin khí của tàu có khả năng chuyển từ trạng thái nguội sang trạng thái công suất cực đại trong vòng 15 phút. Ngoài ra, tàu còn được lắp đặt bộ tản nhiệt tiên tiến giúp giảm đối đa bức xạ hồng ngoại khi hoạt động, nâng cao khả năng tránh các biện pháp dò tìm bằng hồng ngoại của đối phương. Hệ thống động lực này giúp tàu đạt tốc độ tối đa đạt 30 hải lý/h (56 km/h) phạm vi hoạt động 6.000 hải lý, tốc độ hành trình 18 hải lý/h, tàu có khả năng hoạt động liên tục 50 ngày trên biển.
Hệ thống động lực COLAG có thời gian hoạt động tới 30.000 giờ trước khi cần đại tu. Để đảm bảo cho các động cơ này hoạt động hiệu quả, những binh sĩ làm việc dưới khoang máy của tàu phải luôn túc trực 24/24 không lúc nào ngơi việc dù toàn bộ hệ thống trên tàu đều được điều khiển, kiểm soát và giám sát một cách hoàn toàn tự động. Làm việc trong môi trường có tiếng ồn lớn yêu cầu những binh sĩ làm việc trong phòng máy trên tàu luôn phải mang theo nút bịt tay để tránh thính giác của mình bị ảnh hưởng, tuy nhiên nút bịt tay này cũng chỉ hạn chế được phần nào tiếng ồn, sau một thời gian dài làm việc trong phòng máy trên tàu phần lớn các binh sĩ đều bị lãng tai dần.
Hầu hết trang thiết bị trên tàu kể cả trong khoang máy cũng đều được tự động hóa và điều khiển qua máy tính hoàn toàn. Hệ thống giám sát sẽ theo dõi sát sao các thông số của hệ thống động cơ, đưa ra các cảnh báo kịp thời để các binh sĩ khắc phục, trong trường hợp một trong các động cơ gặp sự cố, bộ ly hợp cho phép ngắt hoạt động của động cơ để tiến hành sửa chữa mà không ảnh hưởng đến khả năng hoạt động của tàu. Dù được tự động hóa khá nhiều, tuy nhiên công việc chính của những binh sĩ kỹ thuật lại là bảo dưỡng các thiết bị trên tàu để đảm bảo chúng hoạt động với hiệu suất cao nhất.
Bảo dưỡng các chi tiết nhỏ là công việc khó khăn hơn cả dù không cần phải chui rúc vào những góc nóng nực chật hẹp của khoang máy nhưng các binh sĩ lại phải đảm bảo được độ chính xác cao và yêu cầu thêm cả sự khéo léo nữa. Các chi tiết nhỏ trên tàu có thể là các hệ thống cảm biến, các hệ thống chíp điều khiển của các thiết bị máy tính.

## Danh sách
Chi phí đóng tàu đầu tiên của lớp Asahi là 70,1 tỷ yên  và tàu thứ 2 là 72,9 tỷ yên.。
| Kế hoạch | Số hiệu | Tên      | Nơi đóng                                              | Khởi đóng           | Hạ thủy              | Hoạt động           | Cảng nhà |
| -------- | ------- | -------- | ----------------------------------------------------- | ------------------- | -------------------- | ------------------- | -------- |
| 2013     | DD-119  | Asahi    | Nhà máy đóng tàu Nagasaki, Mitubishi Heavy Industries | 4 tháng 8 năm 2015  | 19 tháng 10 năm 2016 | 7 tháng 3 năm 2018  | Sasebo   |
| 2014     | DD-120  | Shiranui | Nhà máy đóng tàu Nagasaki, Mitubishi Heavy Industries | 20 tháng 5 năm 2016 | 12 tháng 10 năm 2017 | 27 tháng 2 năm 2019 | Ominato  |